# 三島事件
三島事件（みしまじけん）とは、1970年（昭和45年）11月25日に作家の三島由紀夫（本名・平岡公威）が、憲法改正（憲法第9条破棄）のため自衛隊に決起（クーデター）を呼びかけた後に割腹自殺をした事件である。三島が隊長を務める「楯の会」のメンバーも事件に参加したことから、その団体の名前をとって楯の会事件（たてのかいじけん）とも呼ばれる。
この事件は日本社会に大きな衝撃をもたらしただけではなく、日本国外でも速報ニュースとなり、国際的な名声を持つ作家が起こした異例の行動に一様に驚きを示した。衝撃的なこの事件は日本社会と文学界に大きな波紋を投げかけ、三島の死で一つの時代が終わったとも言われた。
2000年（平成12年）に『文藝春秋』が実施した「20世紀における20大事件」というアンケートでは、1945年（昭和20年）8月15日の日本の敗戦に次ぐ、第2位の出来事となった。警視庁が2016年（平成28年）に実施した「警視庁創立140年特別展 みんなで選ぶ警視庁140年の十大事件」のアンケート投票においては、三島事件は第29位となった（警視庁職員だけの投票では第52位）。
※なお、以下では三島自身の言葉や著作からの引用部を〈　〉で括ることとする（家族・知人ら他者の述懐、評者の論評、成句、年譜などからの引用部との区別のため）。

## 経緯

### 総監を訪問し拘束

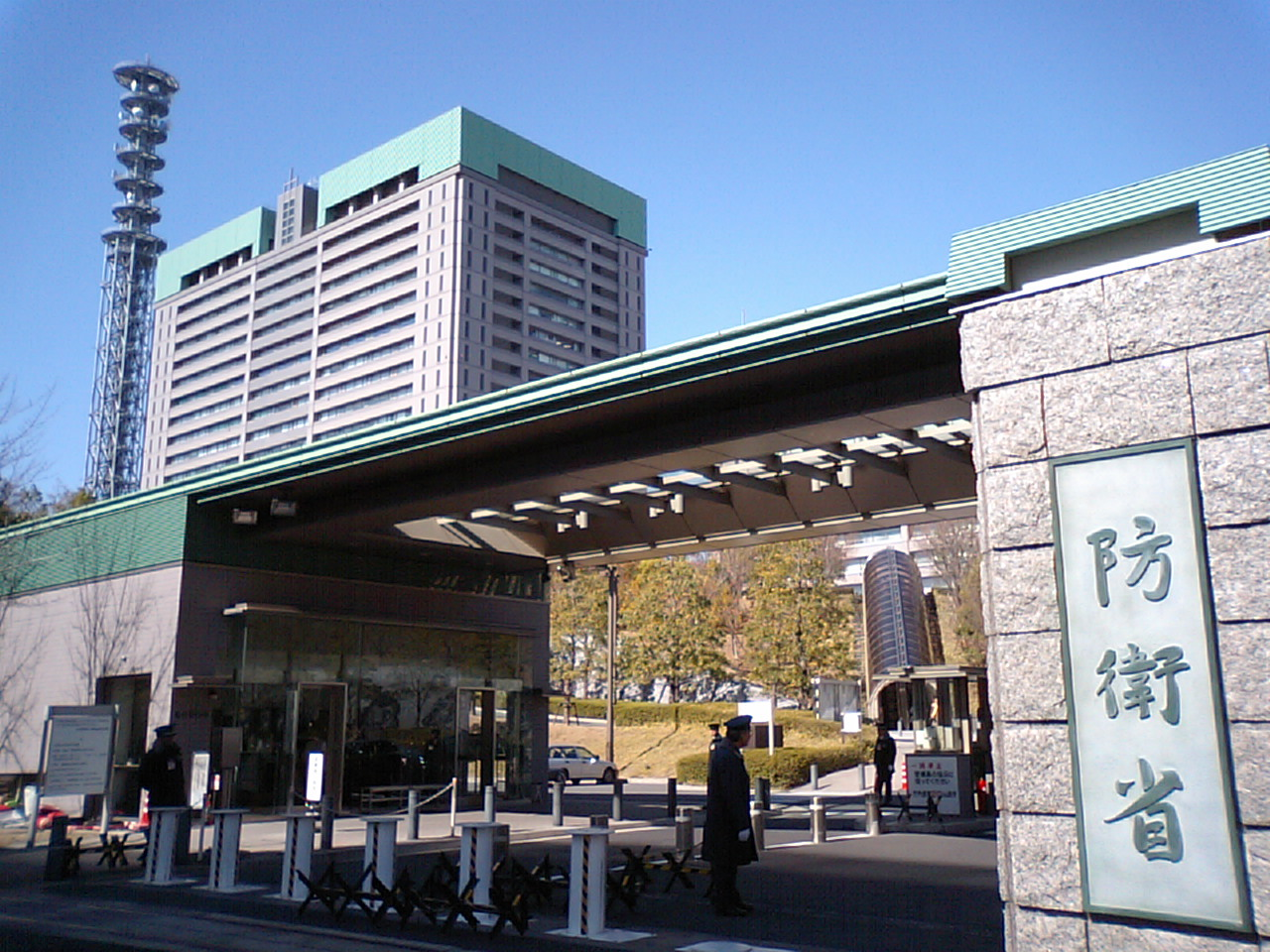
舞台となった市ヶ谷駐屯地。事件当時の看板は墨文字の書体で「陸上自衛隊市ヶ谷駐とん地」となっていた。渦中となった東部方面総監部は1994年に朝霞へ移駐している。

1970年（昭和45年）11月25日の午前10時58分頃、三島由紀夫（45歳）は楯の会のメンバー森田必勝（25歳）、小賀正義（22歳）、小川正洋（22歳）、古賀浩靖（23歳）の4名と共に、東京都新宿区市谷本村町1番地（現・市谷本村町5-1）の陸上自衛隊市ヶ谷駐屯地正門（四谷門）を通過し、東部方面総監部二階の総監室に通じる正面玄関に到着。出迎えの沢本泰治3等陸佐に導かれ正面階段を昇った後、総監部業務室長の原勇1等陸佐（50歳）に案内され総監室に通された。
この訪問は21日に予約済で、業務室の中尾良一3等陸曹が警衛所に、「11時頃、三島由紀夫先生が車で到着しますのでフリーパスにしてください」と内線連絡していたため、門番の鈴木偣2等陸曹が助手席の三島と敬礼し合っただけで通過となった。
応接セットの方にいざなわれ、腰かけるように勧められた三島は、総監・益田兼利陸将（57歳）に、例会で表彰する「優秀な隊員」として森田ら4名を直立させたまま一人一人名前を呼んで紹介し、4名を同伴してきた理由を、「実は、今日このものたちを連れてきたのは、11月の体験入隊の際、山で負傷したものを犠牲的に下まで背負って降りてくれたので、今日は市ヶ谷会館の例会で表彰しようと思い、一目総監にお目にかけたいと考えて連れて参りました。今日は例会があるので正装で参りました」と説明した。
ソファで益田総監と三島が向かい合って談話中、話題が三島持参の日本刀・“関孫六”に関してのものになった。総監が、「本物ですか」「そのような軍刀をさげて警察に咎められませんか」と尋ねたのに対して三島は、「この軍刀は、関の孫六を軍刀づくりに直したものです。鑑定書をごらんになりますか」と言って、「関兼元」と記された鑑定書を見せた。
三島は刀を抜いて見せ、油を拭うためのハンカチを「小賀、ハンカチ」と言って同人に要求したが、その言葉はあらかじめ決めてあった行動開始の合図であった。しかし総監が、「ちり紙ではどうかな」と言いながら執務机の方に向かうという予想外の動きをしたため、目的を見失った小賀は仕方なくそのまま三島に近づいて日本手拭を渡した。手ごろな紙を見つけられなかった総監はソファの方に戻り、刀を見るため三島の横に座った。
三島は日本手拭で刀身を拭いてから、刀を総監に手渡した。刃文を見た総監は、「いい刀ですね、やはり三本杉ですね」とうなずき、これを三島に返して元の席に戻った。この時、11時5分頃であった。三島は刀を再び拭き、使った手拭を傍らに来ていた小賀に渡し、目線で指示しながら鍔鳴りを「パチン」と響かせて刀を鞘に納めた。
それを合図に、席に戻るふりをしていた小賀はすばやく総監の後ろにまわり、持っていた手拭で総監の口をふさぎ、つづいて小川、古賀が細引やロープで総監を椅子に縛りつけて拘束した。古賀から別の日本手拭を渡された小賀が総監にさるぐつわを噛ませ、「さるぐつわは呼吸が止まるようにはしません」と断わり、短刀をつきつけた。
総監は、レンジャー訓練か何かで皆が「こんなに強くなりました」と笑い話にするのかと思い、「三島さん、冗談はやめなさい」と言うが、三島は刀を抜いたまま総監を真剣な顔つきで睨んでいたので、総監は只事ではないことに気づいた。その間、森田は総監室正面入口と、幕僚長室および幕僚副長室に通ずる出入口の3箇所（全て観音開きドア）に、机や椅子、植木鉢などでバリケードを構築した。

### 幕僚らと乱闘
お茶を出すタイミングを見計らっていた沢本泰治3佐が、総監室の物音に気づき、その報告を受けた原勇1佐が廊下に出て、正面入口の擦りガラスの窓（一片のセロハンテープが貼られ、少し透明に近づけてある）から室内を窺うと、益田総監の後ろに楯の会隊員たちが立っていた。総監がマッサージでも受けているかのように見えたが、動きが不自然なため、中に入ろうとすると鍵が閉まっていた。
原1佐がドアに体当たりし、隙間が2、30センチできた。室内から「来るな、来るな」と森田必勝が叫び声を挙げ、ドア下から要求書が差し出された。それに目を通した原1佐らはすぐに行政副長・山崎皎陸将補（53歳）と防衛副長・吉松秀信1佐（50歳）に、「三島らが総監室を占拠し、総監を監禁した」と報告。幕僚らに非常呼集をかけ、沢本3佐の部下が警務隊に連絡した。
総監室左側に通じる幕僚長室のドアのバリケードを背中で壊し、川辺晴夫2佐（46歳）と中村菫正2佐（45歳）がいち早くなだれ込むと、すぐさま三島は軍刀拵えの“関孫六”を抜いて背中などを斬りつけ、続いて木刀を持って突入した原1佐、笠間寿一2曹（36歳）、磯部順蔵2曹らにも、「出ろ、出ろ」、「要求書を読め」と叫びながら応戦した。この時に三島は腰を落として刀を手元に引くようにし、大上段からは振り下ろさずに、刃先で撫で斬りにしていたという。この乱闘で、ドアの取っ手のあたりに刀傷が残った。時刻は11時20分頃であった。
彼ら5人を退散させている間に、さらに幕僚副長室側から、清野不二雄1佐（50歳）、高橋清2佐（43歳）、寺尾克美3佐（41歳）、水田栄二郎1尉、菊地義文3曹、吉松秀信1佐、山崎皎陸将補の7人が次々と突入してきた。副長の吉松1佐が、「何をするんだ。話し合おうではないか」と言うが乱闘は続き、古賀浩靖は小テーブルや椅子を投げつけ、小川正洋は特殊警棒で応戦した。
森田も短刀で応戦するが、逆に寺尾3佐に短刀をもぎ取られた。三島はすかさず加勢し、森田を引きずり倒した寺尾3佐、高橋2佐に斬りつけた。総監を見張っていた小賀に、清野1佐が灰皿を投げつけると、三島が斬りかかった。清野1佐は、地球儀を投げて応戦するが躓いて転倒。山崎陸将補も斬りつけられ、幕僚らは総監の安全も考え、一旦退散することにした。
この乱闘により自衛隊員8人が負傷したが、中でも最も重傷だったのは、右肘部、左掌背部切創による全治12週間の中村菫正2佐だった。三島の刀を玩具だと思って左手でもぎ取ろうとしたため掌の腱を切った中村2佐は、左手の握力を失う後遺症が残った。しかし中村2佐は、三島に対して「まったく恨みはありません」と語り、「三島さんは私を殺そうと思って斬ったのではないと思います。相手を殺す気ならもっと思い切って斬るはずで、腕をやられた時は手心を感じました」と述懐している。
11時22分、東部方面総監室から警視庁指令室に110番が入り、11時25分には、警視庁公安部の公安第一課（本来は極左対策課）が警備局長室を臨時本部にして関係機関に連絡し、120名の機動隊員を市ヶ谷駐屯地に向けて出動させた。室外に退散した幕僚らは三島と話し合うため11時30分頃、廊下から総監室の窓ガラスを割った。最初に顔を出した功刀松男1佐が額を切られた。吉松1佐が窓越しに三島を説得するが、三島は「これをのめば総監の命は助けてやる」と、最初に森田がドア下から廊下に差し出したものと同内容の要求書を、破れた窓ガラスから廊下に投げた。

要求書には主に
などと書かれてあった。
幕僚幹部らは三島の要求を受け入れることを決め、11時34分頃に吉松1佐が三島に、「自衛官を集めることにした」と告げた。三島は「君は何者だ。どんな権限があるのか」と質問し、吉松1佐が「防衛副長で現場の最高責任者である」と名乗ると、三島は少し安心した表情となり腕時計を見てから、「12時までに集めろ」と言った。
その間、三島は森田に命じ、益田総監にも要求書の書面を読み聞かせた。手の痺れた益田総監は、細引を少し緩めてもらった。総監は、何故こんなことをするのか、自衛隊や私が憎いのか、演説なら内容によっては私が代わりに話すなどと説得すると、三島は総監に檄文のような話をして、自衛隊も総監も憎いのではない、妨害しなければ殺さないと告げ、「きょうは自衛隊に最大の刺戟を与えて奮起を促すために来た」と言った。
なお、三島が総監室で恩賜煙草を吸ったかどうかは不明であるが、「現場で煙草を吸うくらいの時間はあるだろう」と、他の荷物と一緒に、園遊会で貰った恩賜煙草もアタッシュケースに入れるように前々日にメンバーに渡していたという。
11時40分、市ヶ谷駐屯地の部隊内に「業務に支障がないものは本館玄関前に集合して下さい」というマイク放送がなされ、その後も放送が繰り返された。11時46分、警視庁は三島ら全員について逮捕を指令した。駐屯地内には、パトカー、警務隊の白いジープが次々と猛スピードで入って来ていた。この頃、すでにテレビやラジオも事件の第一報を伝えていた。

### バルコニーで演説
部隊内放送を聞いた自衛官約800から1000名が、続々と駆け足で本館正面玄関前の前庭に集まり出した。中にはすでに食堂で昼食を食べ始め、それを中断して来た者もあった。彼らの中では、「暴徒が乱入して、人が斬られた」「総監が人質に取られた」「赤軍派が来たんじゃないか」「三島由紀夫もいるのか」などと情報が錯綜していた。
11時55分頃、鉢巻に白手袋を着けた森田必勝と小川正洋が、「檄」を多数撒布し、要求項目を墨書きした垂れ幕を総監室前バルコニー上から垂らした。自衛官2人がジャンプして垂れ幕を引きずり下そうとしたが、届かなかった。前庭には、ジュラルミンの盾を持った機動隊員や、新聞社やテレビなど報道陣の車も集まっていた。
当日、総監部から約50メートルしか離れていない市ヶ谷会館に例会に来ていた楯の会会員30名については、幕僚らは三島の要求を受け入れずに会館内に閉じ込める処置をし、警察の監視下に置かれて現場に召集させなかった。不穏な状況を知って動揺する会員らと警察・自衛隊との間で小競り合いが起こり、ピストルで制止された。
正午を告げるサイレンが市ヶ谷駐屯地の上空に鳴り響き、太陽の光を浴びて光る日本刀・“関孫六”の抜身を右手に掲げた三島がバルコニーに立った。日本刀が見えたのは一瞬のことだった。この日は朝から快晴で、正午の気温は11.4度だった。三島の頭には、「七生報國」（七たび生まれ変わっても、朝敵を滅ぼし、国に報いるの意）と書かれた日の丸の鉢巻が巻かれていた。右背後には同じ鉢巻の森田が仁王立ちし、正面を凝視していた。
「三島だ」「何だあれは」「ばかやろう」などと口々に声が上がる中、三島は集合した自衛官たちに向かい、白い手袋の拳を振り上げて絶叫しながら演説を始めた。〈日本を守る〉ための〈建軍の本義〉に立ち返れという憲法改正の決起を促す演説で、主旨は撒布された「檄」とほぼ同じ内容であった。上空には、早くも異変を聞きつけたマスコミのヘリコプターが騒音を出し、何台も旋回していた。
自衛官たちは一斉に、「聞こえねえぞ」「引っ込め」「下に降りてきてしゃべれ」「おまえなんかに何が解るんだ」「ばかやろう」と激しい怒号を飛ばした。「われわれの仲間を傷つけたのは、どうした訳だ」と野次が飛ぶと、すかさず三島はそれに答えて、「抵抗したからだ」と凄まじい気迫でやり返した。
その場にいたK陸曹（原典でも匿名）は、うるさい野次に舌打ちし、「絶叫する三島由紀夫の訴えをちゃんと聞いてやりたい気がした」「ところどころ、話が野次のため聴取できない個所があるが、三島のいうことも一理あるのではないかと心情的に理解した」と後に語り、いったん号令をかけて集合させたなら、きちんと部隊別に整列して聴くべきだったのではないかとしている。
三島は、〈諸君の中に一人でもおれと一緒に起つ奴はいないのか〉と叫び、10秒ほど沈黙して待ったが、相変わらず自衛官らは、「気違い」「そんなのいるもんか」と罵声を浴びせた。予想を越えた怒号の激しさやヘリコプターの騒音で、演説は予定時間よりもかなり少なく、わずか10分ほどで切り上げられた。三島が演説を早めに切り上げたのは、機動隊が一階に突入したのを見たからだとも推測されている。
演説を終えた三島は、最後に森田と共に皇居に向って、〈天皇陛下万歳！〉を三唱した。その時も、「ひきずり降ろせ」「銃で撃て」などの野次で、ほとんども聞き取れないほどだった。この日、第32普通科連隊は100名ほどの留守部隊を残して、900名の精鋭部隊は東富士演習場に出かけて留守であった。三島は、森田の情報で連隊長だけが留守だと勘違いしていた。バルコニー前に集まっていた自衛官たちは通信、資材、補給などの、現職においてはどちらかといえば三島の想定した「武士」ではない隊員らであった。
三島は神風連（敬神党）の精神性に少しでも近づくことに重きを置いて、マイクを使用していなかった。マイクや拡声器を使わずに、あくまでも雄叫びの肉声にこだわった。三島は林房雄との対談『対話・日本人論』（1966年）の中で、神風連が西洋文明に対抗するため、電線の下をくぐる時は白扇を頭に乗せたことや、彼らがあえて日本刀だけで戦った魂の意味を語っていた。
三島の演説をテレビで見ていた作家の野上弥生子は、もしも自分が母親だったら「（マイクを）その場に走って届けに行ってやりたかった」と語っていたという。水木しげるは、『コミック昭和史』第8巻（1989年）で、当時の自衛官が演説を聴かなかったことについて、「三島由紀夫が武士道を強調しながら自衛隊員に相手にされなかったのは自衛隊員も豊かな日本で個人主義享楽主義の傾向になっていたからだろう」としている。
事前に三島の連絡を受け、当日朝、11時に市ヶ谷会館に来るように指定されていたサンデー毎日記者・徳岡孝夫とNHK記者・伊達宗克は、楯の会会員・田中健一と倉田賢司をそれぞれ介して三島の手紙と檄文、5人の写真などが入った封書を渡されていた。それは万が一、警察から檄文が没収され、事件が隠蔽された時のことを危惧して託されたものだった。徳岡はそれを靴下の内側に隠してバルコニー前まで走り、演説を聞いていた。
前庭に駆けつけたテレビ関係者などは、野次や騒音で演説はほとんど聞こえなかったと証言しているが、徳岡孝夫は、「聞く耳さえあれば聞こえた」「なぜ、もう少し心を静かにして聞かなかったのだろう」とし、「自分たち記者らには演説の声は比較的よく聞こえており、テレビ関係者とは聴く耳が違うのだろう」と語っている。
この演説の全容を録音できたのは文化放送だけだった。マイクを木の枝に括り付けて、飛び交う罵声や報道ヘリコプターの騒音の中、〈それでも武士か〉と自衛官たちに向けて怒号を発する三島の声を良好に録音することに成功し、スクープとなったという。文化放送報道部監修『スクープ音声が伝えた戦後ニッポン』（2005年、新潮社）の付属CDでこの演説の肉声を聴くことができる。

### 割腹自決へ
12時10分頃、森田と共にバルコニーから総監室に戻った三島は、誰に言うともなく、「20分くらい話したんだな、あれでは聞こえなかったな」とつぶやいた。そして益田総監の前に立ち、「総監には、恨みはありません。自衛隊を天皇にお返しするためです。こうするより仕方なかったのです」と話しかけ、制服のボタンを外した。
三島は、小賀が総監に当てていた短刀を森田の手から受け取り、代わりに抜身の日本刀・関孫六を森田に渡した。そして、総監から約3メートル離れた赤絨毯の上で上半身裸になった三島は、バルコニーに向かうように正座して短刀を両手に持ち、森田に、「君はやめろ」と三言ばかり殉死を思いとどまらせようとした。
割腹した血で、“武”と指で色紙に書くことになっていたため、小賀は色紙を差し出したが、三島は「もう、いいよ」と言って淋しく笑い、右腕につけていた高級腕時計を、「小賀、これをお前にやるよ」と渡した。そして、「うーん」という気合いを入れ、「ヤアッ」と両手で左脇腹に短刀を突き立て、右へ真一文字作法で切腹した。
左後方に立った介錯人の森田は、次に自身の切腹を控えていたためか、尊敬する師へのためらいがあったのか、三島の頸部に二太刀を振り降ろしたが切断が半ばまでとなり、三島は静かに前の方に傾いた。まだ三島が生きているのを見た小賀と古賀が、「森田さんもう一太刀」「とどめを」と声をかけ、森田は三太刀目を振り降ろした。総監は、「やめなさい」「介錯するな、とどめを刺すな」と叫んだ。
介錯がうまくいかなかった森田は、「浩ちゃん頼む」と刀を渡し、古賀が一太刀振るって頸部の皮一枚残すという古式に則って切断した。最後に小賀が、三島の握っていた短刀を使い首の皮を胴体から切り離した。その間小川は、三島らの自決が自衛官らに邪魔されないように正面入口付近で見張りをしていた。
続いて森田も上着を脱ぎ、三島の遺体と隣り合う位置に正座して切腹しながら、「まだまだ」「よし」と合図し、それを受けて、古賀が一太刀で介錯した。その後、小賀、小川、古賀の3人は、三島、森田の両遺体を仰向けに直して制服をかけ、両人の首を並べた。総監が「君たち、おまいりしたらどうか」「自首したらどうか」と声をかけた。
3人は総監の足のロープを外し、「三島先生の命令で、あなたを自衛官に引き渡すまで護衛します」と言った。総監が、「私はあばれない。手を縛ったまま人さまの前に出すのか」と言うと、3人は素直に総監の拘束を全て解いた。三島と森田の首の前で合掌し、黙って涙をこぼす3人を見た総監は、「もっと思いきり泣け…」と言い、「自分にも冥福を祈らせてくれ」と正座して瞑目合掌した。
12時20分過ぎ、総監室正面入口から小川と古賀が総監を両脇から支え、小賀が日本刀・関孫六を持って廊下に出て来た。3人は総監を吉松1佐に引き渡し、日本刀も預け、その場で牛込警察署員に現行犯逮捕された。警察の温情からか3人に手錠はかけられなかった。群がる報道陣の待ち受ける正面玄関からパトカーで連行されて行く時、何人かの自衛官が3人の頭を殴ったため、警察官が「ばかやろう、何をするか」と一喝して制した。
12時23分、総監室内に入った署長が2名の死亡を確認した。「君は三島由紀夫と親しいのだろ？すぐ行って説得してやめさせろ」と土田國保警備部長から指示を受けて、警務部参事官兼人事第一課長・佐々淳行が警視庁から現場に駆けつけたが、三島の自決までに間に合わなかった。佐々は、遺体と対面しようと総監室に入った時の様子を「足元の絨毯がジュクッと音を立てた。みると血の海。赤絨毯だから見分けがつかなかったのだ。いまもあの不気味な感触を覚えている」と述懐している。
人質となった総監はその後、「被告たちに憎いという気持ちは当時からなかった」とし、「国を思い、自衛隊を思い、あれほどのことをやった純粋な国を思う心は、個人としては買ってあげたい。憎いという気持ちがないのは、純粋な気持ちを持っておられたからと思う」と語った。
現場の押収品の中に、辞世の句が書かれた短冊が6枚あった。三島が2句、森田が1句、残りのメンバーも1句ずつあった
。
三島由紀夫（本名・平岡公威）は享年45。森田必勝は享年25、自分の名を「まさかつ」でなく、「ひっしょう」と呼ぶことを好んだという。

### 当日の余波
市ヶ谷会館の中で、警察官や機動隊の監視下に置かれていた楯の会会員30人中、森田と同じ班の者たちは事件を知って動揺し、「（現場に）行かせろ」と激しく抵抗して3名が公務執行妨害で逮捕された。会館に残された会員たちは、任意同行を求められ、整列して「君が代」を斉唱した後、四谷署に連れて行かれた。
テレビの正午のニュースで息子の事件を知り注視していた三島の父・平岡梓は、速報のテロップで流れた「介錯」「死亡」の字を「介抱」と見間違え、なぜ介抱されたのに死んだのだろうと医者を恨み動転していた。そのうち、外出先で事態を知った母・倭文重や妻・瑤子が緊急帰宅し、一家は「青天の霹靂」の混乱状態となった。
12時30分過ぎ、総監部内に設けられた記者会見場では、開口一番、2人が自決した模様と伝える警視庁の係官と、矢継ぎ早に生死を質問する新聞記者たちとの興奮したやり取りが交わされ始めた。2人の首がはねられたことを初めて知った記者たちの間からは、うめき声が洩れ、どよめきが広がった。
吉松1佐も記者たちの前で一部始終を説明した。切腹、介錯という信じがたい状況を記者たちは何度も確認し、「つまり首と胴が離れたんですか」と1人が大声で叫ぶように質問すると、吉松1佐はそのままオウム返しで肯定した。もはや聞くべきことがなくなった記者たちはそれぞれ足早に外へ散っていった。
多方面で活躍し、ノーベル文学賞候補としても知られていた著名作家のクーデター呼びかけと割腹自決の衝撃のニュースは、国内外のテレビ・ラジオで一斉に速報で流され、街では号外が配られた。番組は急遽、特別番組に変更され、文化人など識者の電話による討論なども行われた。市ヶ谷駐屯地の前には、9つあまりの右翼団体が続々と押し寄せた。
12時30分から防衛庁で記者会見を開いた中曽根康弘防衛庁長官は、事件を「非常に遺憾な事態」とし、三島の行動を「迷惑千万だ」「民主的秩序を破壊するような事態に対しては徹底的に糾弾しないといけない」と批判した。官邸でニュースを知った佐藤栄作首相も記者団に囲まれ、「全く気が狂ったとしか思えない。常軌を逸している」と暗い表情でコメントした。両人はそれまで、三島の自衛隊体験入隊を自衛隊PRの好材料として好意的に見ていたが、事件後は政治家としての立場で発言した。
この中曽根や佐藤などの政治家の言葉を聞いた、あるイギリス人記者は目を泣きはらしながら、「三島を弁護した政治家はなぜ一人もいなかったのか。こんどほど、三島が偉大に見え、日本の政治家が矮小に見えたことはない」と村松剛に話した。
なお、佐藤首相はこの日の日記に「（事件を起こした）この連中は楯の会三島由紀夫その他ときいて驚くのみ。気が狂ったとしか考へられぬ。詳報を受けて愈々判らぬ事ばかり。（中略）立派な死に方だが、場所と方法は許されぬ。惜しい人だが、乱暴はなんといっても許されぬ」と困惑している旨を書き残している。一方、中曽根は後に『私の履歴書』で「私は、これは美学上の事件でも芸術的な殉教でもなく、時代への憤死であり、思想上の諌死だったのだろうと思った。が、菜根譚にあるように『操守は厳明なるべく、しかも激烈なるべからず』であり、個人的な感慨にふけっているときではなかった」としている。
釈放された益田総監が自衛官たちの前に姿を現し、「ご迷惑かけたが私はこの通り元気だ。心配しないでほしい」と左手を高く振って挨拶すると、「いーぞ、いーぞ」「よーし、がんばった」などの声援が上がり、拍手が湧いた。その場で取材していた東京新聞の記者は、その光景になんとも我慢できないものを感じたとし、その「軍隊」らしくない集団の態度への違和感を新聞コラムに綴った。
13時20分頃、三島と親しい川端康成が総監部に駆けつけたが、警察の現場検証中で総監室には近づけなかった。呆然と憔悴した面持ちの川端は報道陣に囲まれ、「ただ驚くばかりです。こんなことは想像もしなかった――もったいない死に方をしたものです」と答えた。石原慎太郎（当時参議院議員）も現場を訪れたが、入室はしなかったという。石原は集まった記者団に対して「現代の狂気としかいいようがない」、「ただ若い命をかけた行動としては、あまりにも、実りないことだった」とコメントしている。
14時、警視庁は牛込警察署内に、「楯の会自衛隊侵入不法監禁割腹自殺事件特別捜査本部」を設置した。自衛隊の最高幹部の1人は、「三島の自決を知ったあとの隊員たちの反応はガラリと変った。だれもが、ことばを濁し、複雑な表情でおし黙ったまま、放心したようであった。まさか自決するとは思っていなかったのだろう。その衝撃は、大きいようだ」とこの日の感想を結んだ。
演説を見ていたK陸曹も、「割腹自決と聞いて、その場に1時間ほど我を忘れて立ち尽くした」と言葉少なに語り、幕僚3佐のTも、「まさか、死ぬとは！　すごいショックだ。自分もずっと演説を聞いていたが、若い隊員の野次でほとんど聞き取れなかった。死を賭けた言葉なら静かに聞いてやればよかった」という談話を述べた。
17時15分、三島と森田の首は検視のため一つずつビニール袋に入れられ、胴体は柩に収められて、市ヶ谷駐屯地を出て牛込署に移送され、遺体は署内に安置された。署には民族派学生たち右翼団体が弔問に訪れ、仮の祭壇が設けられたが、すぐに撤去された。
その日の朝日新聞夕刊には、窓から差し込む陽光に照らされている三島と森田の首が並んだ写真が掲載された。
22時過ぎ、警視庁は三島邸や森田のアパートの家宅捜索を開始し、三島の家は、翌日の午前4時頃まで捜索された。三島の書斎からは、家族や知人宛ての遺書のほか、机上に「果たし得てゐない約束――私の中の二十五年」（サンケイ新聞 昭和45年7月7日号）と「世なおし70年代の百人三島由紀夫」（朝日新聞 昭和45年9月22日号）の切り抜きがあり、〈限りある命ならば永遠に生きたい.　三島由紀夫〉という遺書風のメモも見つかった。
三島邸の閉ざされた門の前の路上には、多くの報道陣が密集し、その後方には、三島ファンの女学生が肩を抱き合い泣く姿が見られ、詰襟の学生服を着た民族派学生の一団が直立不動の姿勢で頬を濡らし、嗚咽をこらえて長い時間立っていたという。

### 検視・物証・逮捕容疑
翌日の11月26日の午前11時20分から13時25分まで、慶応義塾大学病院法医学解剖室にて、三島の遺体を斎藤銀次郎教授、森田の遺体を船尾忠孝教授が解剖執刀した。その検視によると、2人の死因は、「頸部割創による離断」で、以下の所見となった。
三島は、小腸が50センチほど外に出るほどの堂々とした切腹だったという。また一太刀が顎に当たり大臼歯が砕け、舌を噛み切ろうとしていたとされる。
介錯に使われた日本刀・関孫六は、警察の検分によると、介錯の衝撃で真中より先がS字型に曲がっていた。また、刀身が抜けないように目釘の両端を潰してあるのを、関孫六の贈り主である渋谷の大盛堂書店社長・舩坂弘が牛込警察署で確認した。
刀剣鑑定の専門家・渡部真吾樹は、この刀の刀紋は「三本杉」でなく、「互の目乱れ」だとし、刀の地もかなり柔らかく、関孫六の鍛え方とは違うと鑑定した。他にも、この刀が本物の関孫六ではないとする専門家の断言や、刀の出所調査もあり、三島が贋物をつかまされていたという説は根強くある。
小賀正義、小川正洋、古賀浩靖の所持品には、三島が3名に渡した「命令書」と現金3万円ずつ（弁護士費用）、特殊警棒各自1本ずつ、登山ナイフなどがあった。小賀への命令書には主に、以下の文言が書かれてあった。
小賀正義、小川正洋、古賀浩靖の3名は、嘱託殺人、不法監禁、傷害、暴力行為、建造物侵入、銃刀法違反の6つの容疑で、11月27日に送検され、その後12月17日に、嘱託殺人、傷害、監禁致傷、暴力行為、職務強要の5つの罪で起訴された。

## 事件後

### 各所の反響・論調

#### 自衛隊・防衛庁
事件翌日11月26日の総監室の前には、誰がたむけたのか菊の花束がそっと置かれていたが、ものの1時間とたたぬうちに幹部の手によって片づけられた。その後、東京および近郊に在隊する陸上自衛隊内で行われたアンケート（無差別抽出1000名）によると、大部分の隊員が、「檄の考え方に共鳴する」という答であった。一部には、「大いに共鳴した」という答もあり、防衛庁をあわてさせたという。
警察が、三島と知り合った自衛隊の若い幹部に事情聴取すると、三島に共鳴し真剣に日本の防衛問題を考えている者が予想以上に多かったという。楯の会にゲリラ戦略の講義などをしていた山本舜勝1佐も事情聴取されたが、警察当局は事件を単なる暴徒乱入事件という形で処理する方針となっていたため、山本1佐は法廷までは呼ばれなかった。
12月22日、東部方面総監・益田兼利陸将が事件の全責任をとって辞職した。この際、益田総監と中曽根康弘防衛庁長官が談判したが、その時の記録テープには、中曽根が「俺には将来がある。総監は位人臣を極めたのだから全責任を取れば一件落着だ」「東部方面総監の俸給を2号俸上げるから…」（これは退職金計算の基礎額を増やし、退職金を増やすという意味）と打診していたくだりがあるとされる。三島事件の被害者の1人である寺尾克美3佐は、このテープを聞いて「腸が煮えくり」かえり、それまで尊敬していた中曽根を、「こういう男かと嘆かわしく思った」としている。
事件から1年後、三島と楯の会が体験入隊していた陸上自衛隊富士学校滝ヶ原駐屯地には、第2中隊隊舎前に追悼碑がひっそりと建立された。碑には、「深き夜に　暁告ぐる　くたかけの　若きを率てぞ　越ゆる峯々　公威書」という三島の句が刻まれた。
事件から2年後、かつて三島と対談したことのある防衛大学校長・猪木正道は、三島の「檄」を、「公共の秩序を守るための治安出動を公共の秩序を破壊するためのクーデターに転化する不逞の思想であり、これほど自衛隊を侮辱する考え方はない」と批判した。
事件から3年後の1973年（昭和48年）秋から、自衛官用の服務の宣誓文に「日本国憲法及び法令を遵守し」という文言を防衛庁内局が挿入した。この文言は、それまで国家公務員（警察官他）の宣誓文だけに書かれ、自衛官の宣誓文に「憲法遵守」を入れるのは躊躇されていたが（憲法第9条を素読すれば自衛隊の存在が違憲と捉えることが可能なため）、三島事件で自衛隊が全くの安全人畜無害な組織であることが明瞭となったため（誰1人としてこの文言を入れても将校が反抗しないと判断したため）、挿入することになった。

#### 新聞社説・海外報道
事件に対する主要な新聞各紙の論調は、読売新聞、朝日新聞、毎日新聞、がほぼ一様に、当日の中曽根康弘防衛庁長官や佐藤栄作首相のコメントを踏襲するような論調で、三島の行動を、狂気の暴走と捉え、反民主主義的な行動は断じて許されないという主旨のものであった。
朝日新聞の社説は、三島の行動を支配していたものは「政治的な思考より、その強烈で、特異な美意識」であろうとした上で、「彼の哲学がどのようなものであるか理解できたとしても、その行動は決して許されるべきではない」と批判した。
毎日新聞の社説でも、「まったく狂気の沙汰というよりほかない」とした上で、「（三島の）思想がいかに純粋で、それなりの価値を持つものであろうと、正当なルールによらない、反民主的な行動は断じて許されない」と纏められた。同紙で伝えられた海外の反応としては、ワシントンからは、「軍国主義復活の恐れ」、ロンドンからは「右翼を刺激することが心配」、パリからは「知名人の行動に驚き」といった打電が報じられた。
アメリカのクリスチャン・サイエンス・モニターの社説は、「三島の自決を日本軍国主義復活のきざしとみなすことはむずかしい。それにもかかわらず、三島自決の意味はよく検討するに値するほど重大である」と論じ、イギリスのフィナンシャル・タイムズは、「たとえ気違いだろうと正気だろうと、彼（三島）の示した手本は、日本の少数の若者たちにとって、現在、将来を通じ、強い影響力を持つことになるだろう」とした。
ドイツのディ・ヴェルトは、「詩人精神の純粋さに殉じてハラキリを行う」と報じた。フランスのレクスプレスは、「憂うべき日本の現状を昔に戻せと唱えて割腹した」と報じ、ル・モンドは、「三島の自刃は偽善を告発するためのものである」と論じた。
オーストラリアのフィナンシャル・レビューは、「三島の死を、日本に多い超国家主義や暴力団と結びつけるのは、単に三島に対する誤解のみならず、近代日本に対する誤解でもある」として、「伝統的文化と近代社会の間にある構造的な相剋の中に、真の美を追求し、死にまで至った彼の悲劇は、彼自身の作品のように完璧な域にまで構成されている」と論じた。
事件が起ったときにアメリカのマサチューセッツ州にいた野口武彦によると、現地の新聞の反応としては、「狂気」の行為として冷笑する声が多く、心理分析が流行する土地柄からか、知日家と呼ばれる大学の学者でさえ市民と同様に、三島の死の意味をもっぱら「心理学上の異常」「病理の問題」として話し、社会的文脈から切り離す傾向が見られたという。野口は、そのマサチューセッツでの傾向を、自殺を罪とみる州法の土地柄と関係もあるかもしれないとしつつ、いずれにしても、三島の死を「人間の生の論理の問題」とされることが決してなかったことに、他者の自殺の意味を生のこちら側に寄せて考える日本人の習慣とは異なる思考を感じたという。
なお、当時の日本のテレビや週刊誌など各メディアにおける三島事件に対する世論の評価は、「憂国の士の決死的行動」から「反革命的テロ」まで多岐にわたり、最初からそのような考察を拒否したり飽きたりした人々は、「作家としての限界説」とか「三島美学の完結」などと評し、さらに怠惰な人々は「狂気説」などを説いて必死になって事件を日常の社会規範の埒外に置こうとし、三島の男色と事件とを関連づけようとするものもみられた。

#### CIA
三島自決の2日後の11月27日にアメリカの中央情報局CIAは、「三島由紀夫が壮絶な自決を遂げた。日本の右翼勢力は小規模だが、彼らにとって三島は戦後最初の殉教者となるだろう」と予想した上で以下のような秘密レポートを記した。このレポートは、2003年（平成15年）8月に公開された。

#### 新左翼
三島と討論会を行なったことのある東大全共闘は、駒場キャンパスで「三島由紀夫追悼」の垂れ幕で弔意を示し、京都大学などでも、「悼 三島由紀夫割腹」の垂れ幕で追悼した。
京都大学パルチザン指揮者の滝田修は、「われわれ左翼の思想的敗退です。あそこまでからだを張れる人間をわれわれは一人も持っていなかった。動転したね。新左翼の側にも何人もの"三島"を作られねばならん」とコメントした。
新左翼有力党派の幹部は、三島と自分たちの違いを強調し、「われわれは三島の“死の美学”に対して、“生の哲学”でいきます。死ねば何かができるというものではないですから。でも死ぬことを避けるというのではありませんよ。われわれが死ぬときは、殺されて死ぬのです」と語った。
当時、新左翼で共産主義者同盟戦旗派にいた見沢知廉は三島事件に心を動かされ、三島事件はすごいと幹部に言ったところ、「あれは茶番だ」と言い返されて逆に糾弾された。見沢は、命を賭けた彼らの行動を茶番と言った幹部たちに失望し、その後新右翼に転向した。当時は左翼も右翼も相互否定の雰囲気があり、自分は左翼だから三島に共感してはいけないとか、自分は実は反米だけど右翼だから安保に反対してはいけない、反対すると共産党だと言われてしまうから、などと派内で自由に物が言えない雰囲気だったという。しかし、見沢のように三島事件をきっかけに、新右翼に加わる者も現れた。
当時、全学連の運動に参加していた呉智英によると、三島事件について一部の左翼系の人々は「不気味」「醜悪」「恐怖」という言葉を使って語っていたという。

#### 右翼
佐郷屋留雄は、三島と楯の会の行動を「義挙」と捉え、このことで「日本国民の目が醒まされ、日本維新運動の突破口がひらかれたように思われる」とコメントした。浅沼美智雄も三島の行動や檄文を讃美し、「檄文を一貫している憂国の至情は、民族の正気そのもの」だとした。
大日本生産党は、中曽根防衛庁長官と佐藤栄作首相のコメントに「断じて納得できない」とし、自民党の綱領に「憲法改正」と明示しているにもかかわらず、自民党が自らその目的を放棄し「戦後一貫して政権の座にあぐらをかき党利党略に明け暮れてきた」ことを厳しく批判しながら、「三島氏を死に追いつめた責任は、政府自民党にほかならない」と断罪した。

#### 作家・文化人
三島と近しかった友人や同じ思想の系譜に連なる作家や評論家らは、三島事件の意味を「諌死」と捉えた。三島と異なる思想傾向の作家らも、三島が思想を超え、公平な審美眼で文芸批評をしていたことに対する畏敬の念から、現場での川端康成のコメントのように、その稀有な才能の喪失を純粋に惜しむ声が多かった。その一方、あくまでも思想的反対や反天皇の姿勢から、三島の行動を「錯誤の愚行」と批判する山田宗睦などの評論家や、軍国主義化を警戒する野間宏のような、当時の「戦後文化人」の一般的意見を反映するものも多かった。
司馬遼太郎は、三島の「薄よごれた模倣者」が出ることを危惧し、三島の死は文学論のカテゴリーに留めるべきものという主旨で、政治的な意味を持たせることに反対し、野次った自衛官たちの大衆感覚の方を正常で健康なものとした。
柴田翔は、「直感的にナルシズムを感じて腹が立った」、「若い人たち、特に新左翼の人たちには、動揺などしないでほしい。死の哲学による自己破壊が大事なのか、人間として生き続けることが大事なのか、自分の原理がどちらにあるのか、互いによく踏みとどまって考えなければならない時だろう」と語った。
中野重治は、「佐藤も中曽根も、こんどの『楯の会』を前髪でつかんだ」とし、三島事件を「狂気」化することにより、逆に自衛隊が合理的理性的なもの、市民的常識に違反しない非暴力集団かのような印象を社会に喧伝する機会として政治家が利用したと批判した。
石原慎太郎は、三島が「檄文」を飛ばし、その言動によって訴えようとした事柄を、「同業の文学者がそれを彼の美学の中の問題だけに閉じこめてしまおうとしても、その政治的社会的意味を拭い去ることは出来まい」とし、「三島氏も友人に宛てた遺書の中で、たとえ他がこれを狂気といおうとも、と断っている」と述べて以下のように追悼した。
小林秀雄は、「右翼といふやうな党派性は、あの人（三島）の精神には全く関係がないのに、事件がさういふ言葉を誘ふ。事件が事故並みに物的に見られるから、これに冠せる言葉も物的に扱はれる」とし、事件について様々な「講釈」を垂れ批判する人間には、「事件を抽象的事件として感受し直知する事」が容易でないとした。
村松剛は、作家としての地位も家族にも恵まれ、生きていれば、いずれノーベル文学賞を受賞する可能性が大いにあった三島が、その全てを押し切って行動した意義を、「〈昭和元禄〉への死を以てする警告」とした。
林房雄も追悼集会で、三島が、自衛隊を本来の「名誉ある国軍」に帰れと呼びかけ、「死をもって反省を促した」諌死だとし、三島が林との対談『対話・日本人論』（1966年）の中で、政治家たちは詩人や文学が予見したことを、何十年も過ぎてからやっと気がつくと言ったことに触れながら、「三島君とその青年同志の諌死は、〈平和憲法〉と〈経済大国〉という大嘘の上にあぐらをかき、この美しい――美しくあるべき日本という国を、〈エコノミック・アニマル〉と〈フリー・ライダー〉（只乗り屋）の醜悪な巣窟にして、破滅の淵への地すべりを起させている〈精神的老人たち〉の惰眠をさまし、日本の地すべりそのものをくいとめる最初で最後の、貴重で有効な人柱である」と追悼した。
舟橋聖一は、三島の死を「憤りの死」だとし、その死の意味について、「――わたしは思う。表現力の極限は死につながることを――。表現しても、表現しても、その表現力が厚い壁によって妨げられる時、ペンを擲って死ぬほかはない」という見解を示して追悼した。
村上一郎は、三島と森田の死を無駄死、犬死にだったという者たちを批判して、自分の元に届いた知人の和歌を紹介した後に以下のような反論を述べた。
橋川文三は、三島の戦前からの精神史を踏まえた上で、三島の「愚直」な死から、高山彦九郎、神風連、横山安武、相沢三郎などの「狂い死」の伝統を連想したとし、三島の「狂い死」を「無名のテロリスト」の朝日平吾や中岡艮一と同じように位置づけた。少年時代の三島に影響を与えた保田與重郎は、「森田青年の刃が、自他再度ともためらつたといふ検証は、心の美しさの証である。やさしいと思ふゆゑにさらにかなしい」、「三島氏は人を殺さず、自分が死ぬことに精魂をこらす精密の段どりをつけたのである」と哀悼し以下のように語った。
高橋和巳は、三島と思想的立場は違いながらも、「悪しき味方よりも果敢なる敵の死はいっそう悲しい」、「もし三島由紀夫氏の霊にして耳あるなら、聞け。高橋和巳が『醢をくつがえして哭いている』その声を」と哀悼した。大岡昇平は、「ほかにやり方はなかったものか。……なぜこの才能が破壊されねばならなかったのか」と無念さを表明した。
武田泰淳は、「私と彼とは文体もちがい、政治思想も逆でしたが、私は彼の動機の純粋性を一回も疑ったことはありません」とコメントし、以下のような追悼文を贈った。
倉橋由美子は、三島の行動や死を非難したり否定したりするのに躍起になっている人間たち（おもに同業者の作家）を、恐怖が大きすぎて吠えることしかできない弱い犬に喩え、彼らの言葉は「自己防衛」のための喋りであり、人として生き続けることが大事だとかのその物言いは、自分の欲するように死ぬことのできた天才にとっては「ほとんど耳を籍すに足らぬ言葉」だと述べている。また、もっと生きていればもっといい仕事ができたのにとか、あるいは、文学の仕事に行き詰まってああした行動に走ったという説を唱えたりする作家に対しては、自分たちが作家・文学者であることが特別な資格や存在でもあるかのような（すべて文学のためにあるかのような）物言いをしているとし、「三島氏が同業者たちとのおつきあいにつくづく厭気がさしていた気持」がよく分かると語っている。
中井英夫は、三島の死を短絡的に異常者扱いする風潮や、三島が自身の文学の主要テーマとして選んだ同性愛をも風俗の眼で眺めてホモだオカマだと騒ぐ者がいることを批判し、「死んだのは流行歌手や映画スターでもない、戦後にもっとも豊かな、香り高い果実をもたらした作家である」として、その三島の内面を「ただ劣等感の裏返しぐらいのことで片づけてしまえる粗雑な神経と浅薄な思考が、こうも幅を利かす時代なのか」と嘆いた。森茉莉は、「首相や長官が、三島由紀夫の自刃を狂気の沙汰だと言っているが、私は気ちがいはどっちだ、と言いたい」として、以下のように語った。
石川淳は、〈天皇を中心とする日本の歴史・文化・伝統を守る〉主義の三島が、「武士」という強い観念を持ちながら剣術を始め、〈能動的ニヒリズム〉の根元である陽明学という行動哲学（知行合一の行動により万物創造の源である「太虚」に帰する「帰太虚」の考え）を持ったことが決定的であり、〈ムダを承知〉の死への〈跳躍〉となったのは、楯の会という「集団の組織」の一員となり「錬成の形式」を取ったことが大きいとし、「もはやたかが思想とはいえない。すでにして、思想は信念であって、組織は微小にしても、ともかく現実にはたらきかける力であった」と捉えつつ、最期に残された『檄』にみられる「信念の炎」は「戦中の少年のすがたに跳ねかへつたかのやう」で、これを引き止めるような全ての歯止めは断ち切られたのだろうとしている。そして石川は、自身は三島のように天皇中心主義を「絶対不変」のものとする思想ではないものの、「いのちの水のあふれる壺」（肉体）の中の〈ニヒリズム〉が「太虚」へと飛び立っていった場所が、「武士」でない「サラリーマン」がたむろする「役所の屋上」であったことを憐れみ、屋上と塀外のあいだに断絶があっても「精神上の事件であつたことは一点のうたがひもない」と述べ、すでに三島の精神が「太虚」に帰した後に様々な「思想屋の惰夫」が「思想の符号の正か負かに拘泥してつべこべ」と論ずることを難じ、三島が熊野神社の神輿担ぎの最中に見た〈青空〉を「三島君の〈肉体〉の戦利品」だと評価した自身の4月の時評を重ねながら以下のように追悼した。
吉本隆明は、三島と同じ戦中戦後を通った世代の人間として、事件の衝撃を自身への問いとして語った。
澁澤龍彦は、三島を敬愛する作家として哀悼しつつ、三島は「右とか左とかいった限定なしの、絶対追求者としての過激派」であり、「絶対の階梯をのぼりつめ、めくるめく虚無の真直中にダイヴィングする」ことが彼の最期の行為となり、その死は「この繁栄のぬるま湯のなかに、その真っ黒な鉱石のような輝きとともに屹立している」とした。そして、三島がそのロマン的な「絶対者」を必要とした理由として、〈能動的ニヒリズム〉とともに、キリスト教の聖者・聖セバスチャンの殉教のような絶対者への忠誠によって自らを苦しめ聖化される「道徳的マゾヒズム」を挙げた。
磯田光一は、三島事件は、死後に浴びせられる様々な罵詈雑言や批判を知った上の行為であり、「戦後」という「ストイシズムを失った現実社会そのものに、徹底した復讐をすること」だったとし、三島にとって天皇とは、「存在しえないがゆえに存在しなければならない何ものか」で、「“絶対”への渇きの喚び求めた極限のヴィジョン」だと捉えた。
谷口雅春（生長の家創始者）は、明治憲法復元を唱え、その著書『占領憲法下の日本』において、三島に序文の寄稿を依頼し、また事件に参加した古賀浩靖と小賀正義が生長の家の会員であった縁があり、三島が事件直前の11月22日(谷口雅春の誕生日に当たる)に谷口宅と教団本部に会いたい旨の電話を入れたことを述懐している。面会は叶わず「ただ一人、谷口先生だけは自分達の行為の意義を知ってくれると思う」と遺言を残したとされる。谷口は後に『愛国は生と死を超えて―三島由紀夫の行動の哲学』を上梓し「この谷口だけは死のあの行為の意義を知っていてくれるだろうと、決行を伴にした青年たちに遺言のように言われたことを考えると、三島氏のあの自刃が如何なる精神的過程で行われ、如何なる意義をもつものであるかについて、私が理解し得ただけのことを三島氏の霊前に献げて、氏の霊の満足を願うことが私に負わされた義務のような気もするのである」と述べ、三島の自刃がクーデターではなく、後世の人々の為の自決であり、吉田松陰の処刑された旧暦の10月27日（西暦の1970年11月25日は旧暦の10月27日に当たる）に合わせて計画したものであると語っている。
岡潔は、三島事件後に三島について触れ、「三島由紀夫は偉い人だと思います。日本の現状が非常に心配だとみたのも当たっているし、天皇制が大事だと思ったのも正しいし、それに割腹自殺ということは勇気がなければ出来ないことだし、それをやってみせているし、本当に偉い人だと思います」と述べて、質問者から「百年逆戻りした思想だと言う人もありますが、それは全然当たっていないと言われるのですか？」と問われると、そういう人が「間違ってる」として以下のように答えた。
川端康成は、これまで片岡鉄兵など身近な多くの友人・知人たちに先立たれた経験を振り返りつつ、「人の死のかなしみに遭はないためには自分が死ぬよりほかはないと言ひたいほどにもしばしばであつた」とし、自身よりはるかに年若い三島の死を追悼して以下のように綴った。
ヘンリー・ミラーは、三島が西洋の文化や思想に強い関心を持ち意識的に取り入れていた作家でありながらも「日本独自の伝統を擁護するために身を捧げたこと」にとても興味をそそられたとし、三島の死の意味には「日本人を覚醒させて、祖国の伝統的生活様式に内在する美と効力に、日本人の目を向けさせることにあった」という見解を示した。そして、「西欧の思想に追随している日本のさらされている様々な危険を、三島以上に鋭く感知できた者が日本にいただろうか」と述べ、行く末には大量破壊的な死、「全地球の死」が待ち受けている西洋的「進歩主義」に対する「服従拒否の精神」が三島にはあったとした。
またヘンリー・ミラーは、「三島は高度の知性に恵まれていた。その三島ともあろう人が、大衆の心を変えようと試みても無駄だということを認識していなかったのだろうか」とも問いかけ、以下のように語った。
ヘンリー・スコット＝ストークスは、三島を「日本人のうちでは最も重要な人物」とし、それまで自民党の幹部たちが私的な場所でだけ意見交換していた国防問題・政治論争のすべてを、敢然として「公開の席に持ちだした」ことで注目に値するとして、なぜ、それが今まで日本の職業政治家たちに出来なかったのかと指摘した。
エドワード・G・サイデンステッカーは、新聞記者らから「三島の行動が日本の軍国主義復活と関係あるか」と問われ、直感的に「ノー」と答えた理由を以下のようにコメントした。
ドナルド・キーンは、「私は佐藤首相が三島の行動を狂気と言ったのが間違いであることを知っている。それ（三島の行動）は論理的に構成された不可避のものであった。（中略）世界は大作家を失ったのである」と語った。

#### 報道における呼び捨て
当時の新聞、テレビなど報道機関がこの事件を報じる際、三島の名前を呼び捨てにしたことが議論の的になった。生前には「三島先生」という呼び方をしていた人たちが急に「三島」と呼び捨てしはじめたことに違和感があったとする声がある。島内景二は日本社会が晩年の三島を「奇人変人」扱いし、事件後にはNHKですら呼び捨てにすることで「犯罪者」扱いしていたとする。

### 葬儀・記念碑・裁判など
事件翌日の11月26日、慶応義塾大学病院で解剖を終えた2遺体は、首と胴体をきれいに縫合された。午後3時前に死体安置室において、三島の遺体は弟・千之に引き渡され、森田の遺体は兄・治に引き渡された。森田の方は、そのまますぐに渋谷区代々木の火葬場で荼毘に付された。弟の死顔は、安らかに眠っているようだったと治は述懐している。
15時30分過ぎ、病院からパトカーの先導で三島の遺体が自宅へ運ばれた。父・梓は息子がどんな変わり果てた姿になっているだろうと恐れ、棺を覗いたが、三島が伊沢甲子麿に託した遺言により、楯の会の制服が着せられ軍刀が胸のあたりでしっかり握りしめられ、遺体の顔もまるで生きているようであった。これは警察官たちが、「自分たちが普段から蔭ながら尊敬している先生の御遺体だから、特別の気持で丹念に化粧しました」と施したものだった。翌日は友引で火葬場が休みのため、この日に密葬することになり、何人かの編集者がデスマスクを取ることを遺族に訊いたが、必要ないだろうという返事を受けて実行されなかった。
密葬には親族のほか、川端康成、伊沢甲子麿、村松剛、松浦竹夫、大岡昇平、石原慎太郎、村上兵衛、堤清二、増田貴光、徳岡孝夫などが弔問に訪れた。三島邸の庭のアポロンの立像の脚元には、30本あまりの真紅の薔薇が外から投げ入れられていた。愛用の原稿用紙と万年筆が棺に納められ、16時過ぎに出棺となった。その時に母・倭文重は指で柩の顔のあたりを撫でて、「公威さん、さようなら」と言った。本当はこの時、「公威さん、立派でしたよ」と倭文重は言いたかったが、周りのお客から芝居がかりと思われそうで躊躇してしまったのだという。三島の遺体は品川区の桐ヶ谷斎場で18時10分に荼毘に付された。翌日の27日、白薔薇の花束を持って平岡家に焼香に訪れ、三島の遺影を見つめていた弔問客に倭文重は、「お祝いには赤い薔薇を持って来て下さればようございましたのに。公威がいつもしたかったことをしましたのは、これが初めてなんでございますよ。喜んであげて下さいませな」と言ったという
森田の通夜も、分骨してもらった遺骨を飾り18時過ぎに、楯の会会員によって代々木の聖徳山諦聴寺で営まれた。森田の戒名は「慈照院釈真徹必勝居士」。この時に、三島が楯の会会員一同へ宛てた遺書が皆に回し読みされた。会員の中には、命日に「これから毎年、楯の会の会員が1人ずつ自決すれば、100年続けられる」と言った者もいた。三重県四日市市の実家での通夜は、翌日11月27日、葬儀は11月28日にカトリック信者の兄・治の希望により海の星カトリック教会で営まれ、16時頃に納骨された。三島家からは弟・千之が出席した。
11月30日、三島の自宅で初七日の法要が営まれた。三島は両親への遺言に、「自分の葬式は必ず神式で、ただし平岡家としての式は仏式でもよい」としていた。戒名については「必ず〈武〉の字を入れてもらいたい。〈文〉の字は不要である」と遺言していたが、遺族は「文人として育って来たのだから」という思いで、〈武〉の字の下に〈文〉の字も入れることし、「彰武院文鑑公威居士」となった。
12月11日、「三島由紀夫氏追悼の夕べ」が、林房雄を発起人総代とした実行委員会により、池袋の豊島公会堂で行われた。これが後に毎年恒例となる「憂国忌」の母胎である。司会は川内康範と藤島泰輔、実行委員は日本学生同盟などの民族派学生で、集まった人々は3000人以上となった（主催者発表は5000人）。会場に入りきれず、近くの中池袋公園にも人が集まり、場内の模様を伝える特設スピーカーから流れる各人の追悼の辞や、録音された三島の自決前の演説に聴き入っていた。

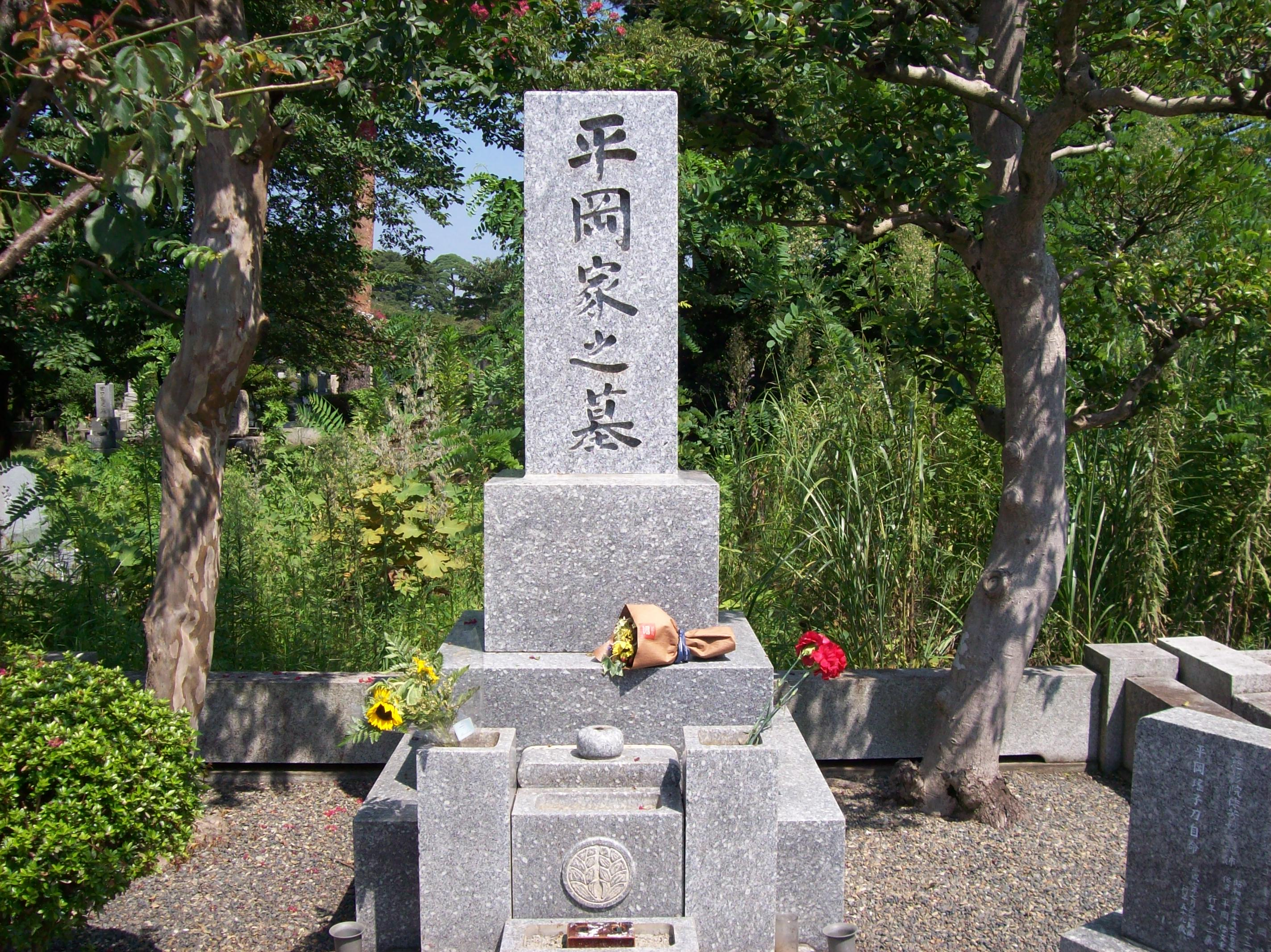
三島由紀夫の墓

翌年1971年（昭和46年）1月12日、平岡家で49日の法要が営まれた。大阪のサンケイホールでは、林房雄ら10名を発起人とした「三島由紀夫氏を偲ぶつどひ」が催され、約2000人が集まった。1月13日は、負傷した自衛官たちへ三島夫人・瑤子がお詫びの挨拶回りに来た。
1月14日、三島の誕生日でもあるこの日、府中市多磨霊園の平岡家墓地（10区1種13側32番）に遺骨が埋葬された。自決日の49日後が誕生日であることから、三島が転生のための中有の期間を定めたのではないかという説もある。
朝から快晴の1月24日、13時から築地本願寺で葬儀、告別式が営まれた。喪主は妻・平岡瑤子、葬儀委員長は川端康成、司会は村松剛。三島の親族約100名、森田の遺族、楯の会会員とその家族、三島の知人ら、そして一般参列者のうち先着180名が列席した。安達瞳子のデザイン制作により、黒のスポーツシャツ姿の三島の遺影を中心に、黒布の背景に白菊で作った大小7個の花玉が飾られた簡素な祭壇が設けられた。
弔辞は舟橋聖一（持病のため途中から北条誠が代読）、武田泰淳、細江英公、佐藤亮一、村松英子、伊沢甲子麿、藤井浩明、出光佐三の8名が読んだ。演劇界を代表した村松英子は嗚咽しながら弔辞を読んでいた。
他の参列者は、藤島泰輔、篠山紀信、横尾忠則、黛敏郎、芥川比呂志、五味康祐、中村伸郎、野坂昭如、井上靖、中山正敏、徳岡孝夫などがいた。イギリスのBBC放送局が、三島の葬儀を生中継したいと申し入れて来ていたが、実行委員会はこれを辞退した。当時の首相佐藤栄作の寛子夫人も、ヘリコプターに乗り変装してでも参列したいと申し出ていたが、極左勢力が式場を襲うという噂が飛び交っていたため警備上の問題で実現しなかった。
自動車で来た弔問客は晴海埠頭の駐車場に誘導され、そこから4台の観光バスが客をピストン輸送した。臨時の看護施設やトイレットカーが配備され、私服・制服警察官100人、機動隊50人、ガードマン46人が警備に当たる中、8200人以上の一般客が会場入り口に置かれた大きな遺影に弔問し、元軍人からOLにいたるまで多彩な三島ファンが押しかけた。中には、「追悼三島由紀夫」ののぼり旗を立てて名古屋から会社ぐるみでかけつけた団体もあり、文学者の葬儀としては過去最大のものとなった。翌日の1月25日には、日本学生同盟（委員長・玉川博己）が「三島由紀夫研究会」の発足の構想を表明した。
1月30日、「三島由紀夫・森田必勝烈士顕彰碑」が松江日本大学高等学校（現・立正大学淞南高等学校）の玄関前に建立され、除幕式が行なわれた。碑には、「誠」「維新」「憂国」「改憲」の文字が刻まれた。
2月11日、三島の本籍地の兵庫県加古川市志方町の八幡神社境内で、地元の生長の家（現生長の家本流運動）の会員による「三島由紀夫を偲ぶ追悼慰霊祭」が行われた。
2月28日、楯の会の解散式が西日暮里の神道禊大教会で行われ、瑤子夫人と75名の会員が出席した。瑤子夫人の実家の杉山家が神道と関係が深く、神道禊大教会と縁があったため、解散式の場所となった。倉持清が「声明」を読み、〈蹶起と共に、楯の会は解散されます〉という三島の遺言の内容を伝えて解散宣言をした。三島が各班長らに渡し、皇居の済寧館に預けられていた日本刀は、瑤子夫人のはからいで、それぞれ班長に形見として渡された。
3月23日、「楯の会事件」第1回公判が東京地方裁判所の701号法廷で開かれた。3被告の家族らと平岡梓、瑤子、遺言執行人の斎藤直一弁護士が傍聴した。裁判長は櫛淵理。陪席裁判官は石井義明、本井文夫。検事は石井和男、小山利男。主任弁護人は草鹿浅之介。弁護人は野村佐太男、酒井亨、林利男、江尻平八郎、大越譲であった。裁判長の櫛淵理は、神道一心流の剣をたしなむ文武両道の人物で幼少の頃から漢文の素読を習い、三島が傾倒した陽明学にも詳しかった。櫛淵はこの裁判のために、陽明学や葉隠に関する三島の著書をよく読み、陽明学と革命思想の結びつきに着目した。
6月26日には、フランスの三島文学ファンたちの強い要望によりパリで追悼集会が開催され、詩人のエマニュエル・ローテンが事件後に作った三島に捧げる詩「愛と死の儀式（憂国）」が吟じられた
。この詩は、裁判の公判中にも三島の海外での評価に対する質問に答える形で黛敏郎によって紹介され朗読された。
第7回公判日の2日後の7月7日、小賀正義、小川正洋、古賀浩靖の3被告が保釈となった。犯罪事実を認め、証拠隠滅や逃亡の恐れがないため、17時に東京拘置所を出所した3人は瑤子夫人に出迎えられ、19時から赤坂プリンスホテルで記者会見を行なった。
9月20日、瑤子夫人が墓参の折、墓石の位置の異常に気づいた。翌日の9月21日、立花家石材店の人が納骨室を開けたところ、遺骨が壷ごと紛失しているのを発見し、府中警察署に届け出た。盗まれた遺骨は、同年12月5日、平岡家の墓から40メートルほど離れたところに埋められているのが発見された。遺骨は元の状態のままで、一緒に入れられていた葉巻も元の状態であった。
11月25日、埼玉県大宮市（現・さいたま市）の宮崎清隆（元陸軍憲兵曹長）宅の庭に「三島由紀夫文学碑」が建立された。揮毫は三島瑤子（平岡瑤子）。生前、三島が宮崎清隆に送った一文が「三島由紀夫文学碑の栞」に掲載された。同日、平岡家では神式の一年祭を丸の内パレスホテルで行なった。この会には元楯の会の何人かのメンバーが私服で参列し、土方巽や丸山明宏もいた。
12月6日には第14回の公判が行なわれ、当時自民党総務会長で防衛庁長官であった中曽根康弘が証言台に立った。中曽根は、自分が事件直後に「迷惑千万」と言ったのは公人の立場で自衛隊内に不穏な動きが発生するのを防ぐためだったとし、三島の考えには全幅的に賛成しないものの、彼（三島）は「かくすれば、かくなることと知りながら、やむにやまれぬ大和魂」でやったもので、それを自分は政治家なりに事件を受けとめ消化していきたいとしつつ、「憎む気持よりもいたわりたい気持である」と述べた。
1972年（昭和47年）4月16日、川端康成が神奈川県逗子市の逗子マリーナのマンションの仕事部屋で自殺した。この日は5月に刊行予定の『裁判記録「三島由紀夫事件」』の序文を弟子の北條誠に渡す予定だったが、序文は書かれていなかった。
1972年（昭和47年）4月27日、これまで17回の公判までに、中曽根康弘、村松剛、黛敏郎など多彩な人物が証人に立った「楯の会事件」裁判の第18回最終公判が開かれ、小賀正義、小川正洋、古賀浩靖の3名に懲役4年の実刑判決が下された。罪名は、「監禁致傷、暴力行為等処罰ニ関スル法律違反、傷害、職務強要、嘱託殺人」となった。
判決文の最後は「被告人らは宜しく、『学なき武は匹夫の勇、真の武を知らざる文は譫言に幾く、仁人なければ忍びざる所無きに至る』べきことを銘記し、事理を局視せず、眼を人類全体にも拡げ、その平和と安全の実現に努力を傾注することを期待する」と締めくくられていた。法廷で小賀、小川、古賀は裁判長からの尋問の中で、将来はどうするのかと問われ、3人とも「自分の生命は、昭和45年11月25日で終った。それ以後のことは考えていない」と答えていた。
同年の1972年（昭和47年）には、楯の会一期生だった阿部勉を中心に「一水会」（毎月第1水曜日に例会を持とうという意味で）が結成された。
1974年（昭和49年）10月に3人が4年の刑期満了前に出所となってから、元楯の会会員たちによる三島・森田の慰霊祭が始まった。出所した古賀が國學院で神道を学んだ後、大阪市の鶴見神社で神主の資格を取り、3人で慰霊している所に元会員が集まるようになり、毎年慰霊祭が行われるようになった。その後、元会員と平岡家との連絡機関として「三島森田事務所」が出来た。出所した3人は森田の兄と共に、事件で負傷した寺尾克美3佐など自衛官に謝罪のため面会を求めに行った。
1975年（昭和50年）3月29日、三島と親交があり三島事件に強い共感を示していた村上一郎が、自宅で日本刀により自害した。
1977年（昭和52年）3月3日、元楯の会会員・伊藤好雄（1期生）と西尾俊一（4期生）が参加した経団連襲撃事件が起こった。瑤子夫人の説得により投降し終結した。
楯の会一期生だった本多清が、事件後に「蛟竜会」を作っていたことを1979年（昭和54年）に読売新聞が報じた。
1980年（昭和55年）8月9日、三島が仲人を引き受けていた楯の会会員・倉持清（現・本多清）に宛てた遺書の全文が、朝日新聞で紹介された。同年11月24日、山本舜勝、元楯の会有志らにより「三島由紀夫烈士及び森田必勝烈士慰霊の十年祭」が市ヶ谷の私学会館（アルカディア市ヶ谷）で開催された。
1984年（昭和59年）に発刊された写真週刊誌『フライデー』創刊号の「14年目に発見された衝撃写真―自決の重みをいま」に、三島の生首のアップ写真が掲載されたことを受け、未亡人・平岡瑤子が講談社に強硬抗議、出版が差し止められた。このことにつき平岡瑤子は、同年末に行われた伊達宗克と徳岡孝夫によるインタビューで、「フォト・ジャーナリズムのこのたびの行為は、（江戸時代の）晒し首です。晒し首は死刑以上の刑罰であることを、あの雑誌の編集に携った人々は、ご存じなのでしょうか」と述べた。
1999年（平成11年）11月下旬と2000年（平成12年）1月4日、三島が楯の会会員一同に宛てた遺書が新聞各紙に公開された。
2004年（平成16年）8月、奈良県桜井市三輪の大神神社摂社狭井神社参道の鎮女池畔に、『奔馬』の取材旅行で訪れた際に三島が色紙に揮毫した「清明」の文字が刻まれた石碑が建立された。
2010年（平成22年）11月25日に、三島と森田を祀り元楯の会会員らが慰霊祭を行う神社の一つとして、神奈川県鶴見区の鶴見神社内に「清明宮」が建立された。鶴見区には三島が新人作家の頃によく通っていた「仔馬」というバーがあったという。
2018年（平成30年）11月26日、三島事件の当事者で楯の会メンバーの小川正洋が心不全のため70歳で死去した。

## 三島由紀夫と自衛隊

### 1966年（昭和41年）
1965年（昭和40年）頃から自衛隊体験入隊希望を口にするようになっていた三島は、「昭和元禄」の真っ只中の1966年（昭和41年）6月に、昭和天皇の人間宣言を呪う二・二六事件で決起した青年将校や神風特攻隊の兵士らの霊を描いた短編『英霊の聲』を発表。8月に長編『奔馬』の取材のために奈良県の大神神社を訪れ、その足で広島県江田島の海上自衛隊第一術科学校などを見学。教育参考館で特攻隊員の遺書を読んだ。その後熊本県に渡り、荒木精之の案内で神風連のゆかりの地（新開大神宮、桜山神社など）を取材し、少年時代の師・蓮田善明の未亡人・敏子とも会食の機会をもった後、旅の記念に10万円の日本刀を購入する。
三島は『奔馬』起筆直前の秋頃から自衛隊入隊を強く望みだし、10月頃から防衛庁へ自衛隊体験入隊希望を打診したが断られ、橋渡しを毎日新聞社常務の狩野近雄に依頼し、防衛庁事務次官・三輪良雄や元陸将・藤原岩市などと接触して口利きを求めた。
12月19日、小沢開策から民族派雑誌の創刊準備をしている青年の話を聞いた林房雄の紹介で、万代潔（平泉澄門人で明治学院大学卒）が三島宅を訪ねて来た。また同月には、舩坂弘著『英霊の絶叫』（12月10日刊）の序文を書いた礼として、舩坂から日本刀・関孫六を寄贈されていた。

### 1967年（昭和42年）
1967年（昭和42年）1月5日に民族派月刊雑誌『論争ジャーナル』が創刊され、11日に編集長・中辻和彦（平泉澄門人で明治学院大学卒）と副編集長・万代潔の両人が揃って、寄稿依頼のために三島宅を訪問した。三島は無償で同誌に寄稿することにし、2人は3日に1度の割で三島を訪ねた。
三島は2人の青年に、「『英霊の聲』を書いてから、俺には磯部一等主計の霊が乗り移ったみたいな気がするんだ」と真剣な顔で言い、ある時は日本刀を抜いて、「刀というものは鑑賞するものではない。生きているものだ。この生きた刀によって、60年安保における知識人の欺瞞をえぐらなければならない」とも言った。
1月27日には、万代らと同じ平泉澄の門人で『論争ジャーナル』のスタッフをしている日本学生同盟（日学同）の持丸博（早稲田大学生）も三島宅を訪問し、翌月創刊の『日本学生新聞』への寄稿を依頼した。
この頃三島は、新潮社の担当編集者の小島喜久江に、「恐いみたいだよ。小説に書いたことが事実になって現れる。そうかと思うと事実の方が小説に先行することもある」と語ったという。また、この頃に中国で学問芸術関係の人々（文学座の俳優らの訪中時に現地を案内・接待してくれていた人たちも含め）が酷い目にあっていることを知った三島は、地理的に近い隣国の日本が率先して抗議しなければならないという使命感で、中国の学問芸術（その古典研究を含め）が本来の自律性を恢復するための努力への支持を表明し、川端康成、石川淳、安部公房と連名で、中共の弾圧である文化大革命に抗議する声明の記者会見を行なった。ちなみに、当時この声明文の全文を報じた新聞は東京新聞だけだった
3月、三島の自衛隊体験入隊許可が下り（1、2週間ごとに一時帰宅するという条件付）、4月12日から5月27日までの46日間、単身で体験入隊する。本名の「平岡公威」で入隊した三島は先ず、久留米の陸上自衛隊幹部候補生学校隊付となった。4月19日に離校後、陸上自衛隊富士学校に赴き、山中踏破、山中湖露営などを体験後、富士学校幹部上級課程（AOC）に属し、菊地勝夫1尉の指導を受けた。
その4月中旬か下旬頃、三島は藤原岩市から「若手自衛官幹部の生活ぶりを見せましょう」と娘婿・冨澤暉の借家を案内され、数日後冨澤とその同期生5人ほどと会食した。その席で三島は、学生デモ隊を警察力だけで抑えきれなくなった際の自衛隊治安出動時を利用し政権をこちら（自衛隊側）のものにしようと、共に行動を促す自身のクーデター案を述べたが、冨澤は「そんな非合法なことはやりません」と答えた。その時三島は冨澤らに対し「倶に天を戴かず」といった顔色になったという。
三島が富士学校幹部上級課程（AOC）を終えて富士学校を去る際には、同じクラスで学んだ候補生と近くの富士高原ホテルでの別れの昼食会が開かれたが、その時に三島は一等陸尉の階級章の付いた制服を着用して定刻寸前に現れ皆を驚かせた。三島は「皆さんと同じ幹部自衛官の制服を着て、菊地さんと同じ一尉の階級章を付けてみたかったんです」と言いながらはにかんでいたという。その制服は富士学校内の売店にある洋服屋が見本として飾っていたもので、三島が試着したところ身体にぴったり合ったため、買い取って着用したものだった。5月11日以降は、レンジャー課程に所属した後、習志野第一空挺団に移動し、基礎訓練（降下訓練を除く）を体験した。
論争ジャーナル組、日学同の学生たちが、「自分たちも自衛隊体験入隊したい」との意向を示した。三島は民兵組織の立ち上げを本格的に企図し、持丸博を通じて、早稲田大学国防部（4月に結成）からの選抜協力を要請した。こうして、論争ジャーナル組、日学同と三島の三者関係が徐々に出来上がった。
6月19日、六本木の喫茶店「ヴィクトリア」で行われた早稲田大学国防部代表との会見で、三島と森田必勝（早稲田大学教育学部、日学同）は初めて顔を会わせ、早大国防部の自衛隊体験入隊の日程を決めた。
7月2日から1週間、早大国防部13名が自衛隊北恵庭駐屯地で体験入隊。森田はその時の感想を、「それにしても自衛官の中で、大型免許をとるためだとか、転職が有利だとか言っている連中のサラリーマン化現象は何とかならないのか」と綴り、自衛隊員が「憲法について多くを語りたがらない」ことと、「クーデターを起こす意志を明らかにした隊員が居ないのは残念だった」ことを挙げた。
8月、三島は国土防衛隊中核体となる青年を養成する具体的な計画を固め、自衛隊体験入隊を定期的に実施するため、9月9日に、陸上自衛隊の重松恵三と面談した。9月26日、インドに行くため日本航空機で羽田空港を出発した三島は、若い頃からの知り合いで、香港に赴任していた警視庁の佐々淳行と啓徳空港で落ち合い、「このままでは日本はダメになる。ソ連にやられる。極左に天下をとられる。自衛隊ではダメだ。警察もダメだ。闘う愛国グループをつくらなければいけない。自分は国軍をつくりたい。日本に戻ったら一緒に手を組んでやろう」と訴えたが、佐々は、三島にオピニオンリーダーとして警備体制強化に協力してほしいと言って、私兵創設の考えを制した。
同8月、三島は原爆の日に『週刊朝日』に寄稿し、戦時中のアメリカによる広島への原爆投下はナチスのユダヤ人虐殺と並ぶ史上最大の〈虐殺行為〉だったとし、それ対する日本人の民族的憤激を正当に表現した文字は唯一、昭和天皇の終戦の詔勅での「五内為ニ裂ク」（五臓が引き裂かれる思い）という一節だったと述べた。そしてこれからの日本では、日本だけが〈単なる被曝国として、手を汚さずに生きて行けるものではない〉とし、世界の国々の中で核を〈良心の呵責なしに作りうるのは、唯一の被曝国・日本以外にない〉と主張した。
10月、三島は小説『暁の寺』の取材で訪れたインドで、5日にインディラ・ガンディー首相、ザーキル・フセイン大統領、陸軍大佐と面会し、中共の脅威に対する日本の国防意識の欠如について危機感を抱く。そして惰眠を貪っている日本を「アリとキリギリス」の夏のキリギリスに喩えつつ、〈アリがせつせと働いてゐて、片方ぢやキリギリスが遊びほうけてゐるのとおんなじ〉構図だとし、〈冬のたくはへは絶対にしておきべきだ〉、〈木枯らしが吹きだしたときのことを考へないのはバカだ〉、〈（日本は）愚者の天国ですなあ〉と述べた。
帰国後の11月、三島は、論争ジャーナルのメンバーと民兵組織「祖国防衛隊」の試案を討議し、祖国防衛隊構想パンフレットを作成し始めた。12月5日には、航空自衛隊百里基地からF-104戦闘機に試乗した。12月末、祖国防衛隊構想パンフレットを、元上司・藤原岩市から見せられた陸上自衛隊調査学校情報教育課長・山本舜勝1佐が、藤原の仲介で三島と赤坂の料亭で会食した。
巷でノーベル文学賞候補と騒がれている三島に対し、「文士でいらっしゃるあなたは、やはり書くことに専念すべきであり、書くことを通してでも、あなたの目的は達せられるのではありませんか」と問う山本1佐に、三島は「もう書くことは捨てました。ノーベル賞なんかには、これっぽちの興味もありませんよ」と、じっと目を見据えてきっぱりと答えた。
この瞬間、山本1佐は背筋にピリリと火花が走り、「これは本気なのだ」と確信し、三島と一緒にやれると思ったと同時に、この人には大言壮語してはならぬと感じた。事件後、山本1佐は三島が「もう書くことは捨てた」に続いて「あなたのおっしゃるような役割はF氏（福田恆存氏）が果たしてくれるでしょう」と述べていたことも記している。持丸博によると、三島は山本と会ってひどく興奮し、「あの人は都市ゲリラの専門家だ。俺たちの組織にうってつけの人物じゃないか。おまえも一緒に会おう」と言ったという。
この頃、「祖国防衛隊」構想に全面的に賛同する論争ジャーナル組と、その「急進主義的色彩」と三島の私兵的なイメージに難色を示す日学同（斉藤英俊、宮崎正弘）との間に亀裂が生じ始め、持丸博、伊藤好雄、宮沢徹甫、阿部勉らが日学同を除籍となり、論争ジャーナル組に合流した。持丸は三島と共に、雑誌『論争ジャーナル』の副編集長となった。

### 1968年（昭和43年）
1968年（昭和43年）2月25日、銀座8丁目4-2の小鍛冶ビルの育誠社内の論争ジャーナル事務所において、三島由紀夫、中辻和彦、万代潔、持丸博、伊藤好雄、宮沢徹甫、阿部勉ら11名が血盟状を作成。「誓 昭和四十三年二月二十五日 我等ハ 大和男児ノ矜リトスル 武士ノ心ヲ以テ 皇国ノ礎トナラン事ヲ誓フ」と三島が墨で大書し、各人が小指を剃刀で切って集めた血で署名し、三島は本名で“平岡公威”と記した。
その時に三島は、「血書しても紙は吹けば飛ぶようなものだ。しかし、ここで約束したことは永遠に生きる。みんなでこの血を呑みほそう」と、先ず自分が呑もうとして、「おい、この中で病気のある奴は手をあげろ」と皆を大笑いさせてから、全員で呑み合った。血には固まらないように塩を入れていた。
3月1日から1か月、持丸博を学生長とする論争ジャーナル組が、三島と陸上自衛隊富士学校滝ヶ原駐屯地へ自衛隊体験入隊。直前に中央大学の5名がスト解除で参加できなくなり、持丸は日学同の矢野潤に代員の応援を求めた。これに応じて森田必勝が1週間遅れで入隊した。春休み帰省中にスキーで右足を骨折して治療中だったにもかかわらず、苦しい訓練に参加し頑張る森田の姿に三島は感心し注目した。
3月30日、体験入隊が無事終了し、主任教官や隊員と「男の涙」の別れをした森田ら学生一行は貸し切りバスで大田区南馬込の三島邸に向い、慰労会の夕食に招かれた。1期生となった森田は三島への礼状に、「先生のためには、いつでも自分は命を捨てます」と速達で書き送った。それに対し三島は、「どんな美辞麗句をならべた礼状よりも、あの一言には参った」と森田に告げた。森田はこの頃、北方領土返還運動などに尽力していた。
三島は、基幹産業の企業構成員1万人規模の民間防衛組織を目指す「祖国防衛隊」構想に政財界の協力を得るため、与良ヱに相談していたが、この頃から持丸博を通じ、桜田武（日本経営者団体連盟代表常任理事）らへの接触を始め、初面談を持った。しかし、なかなか承諾を得られず、自衛隊関係者から三輪良雄を通じて説得をすることをアドバイスされ、3月18日、三輪良雄にその旨を伝えた。
4月上旬、堤清二の手配により、五十嵐九十九（ドゴールの制服担当）のデザインした制服が完成したのを祝し、三島は論争ジャーナル組から成る祖国防衛隊隊員らと共にその制服で青梅市の愛宕神社を参拝し、満開の桜吹雪の下で記念写真を撮った。
同月中旬、三島は桜田武、三輪良雄、藤原岩市と四者面談した。桜田は前回より理解を示し、民兵組織を「体験入隊同好会」という無難な名称にするように指示し、中核隊員のみを無名称で置いて「祖国防衛隊」の任務とすることで合意した。この頃、早稲田大学の校内には、「体験入隊募集」の看板が設置されるなど広く人材を求め、応募してきた学生を持丸が一次面接試験した。
5月から、山本舜勝1佐による祖国防衛隊の中核要員への集中講義、訓練支援が開始され、27日には、北朝鮮工作員と思しき遺体が秋田県能代市の浜浅内に漂流した「能代事件」（1963年4月）が扱われた。この事件が何かの圧力で単なる密入国事件として処理され、うやむやのままとなったことを知った三島は、溺死体の写真をじっと見つめた後、「どうしてこんな重大なことが、問題にされずに放置されるんだ！」と激昂したという。
6月1日、三島と中核要員は山本1佐の指導の下、市中で対ゲリラ戦略の総合演習（張り込み、潜入、尾行、変装など）を行なった。労務者に成りすまして任務をこなし、誰にも見破られないように山谷の玉姫公園までたどり着いた三島の疲れ果てた真剣な姿に、山本1佐は深い感動を覚えたという。同月15日、「全日本学生国防会議」が結成され、森田必勝が初代議長に就任。三島は森田のため、この結成大会で祝辞を述べ万歳三唱し、デモの時もタクシーで随伴し、窓から森田を激励した。
この時期、三島は『文化防衛論』を発表し、戦後の文化が〈人類共有の文化財〉、〈プラザの噴水の如きもの〉、〈博物館的な死んだ文化〉に堕し、情念は涸れ、詩の深化もなく、平和で無害なものになってしまったと批判した。そして、この「菊」の衰退に関し、戦後に連鎖が断ち切られた「刀」（尚武）と「菊」（文雅）の紐帯について論じ、両者の不可分性を象徴する〈文化概念としての天皇〉について語った。
7月25日、学生らを引率した第2回の体験入隊が陸上自衛隊富士学校滝ヶ原駐屯地で、8月23日まで行われた。この時に伊藤邦典の紹介で小賀正義と古賀浩靖（共に神奈川大学生、全国学生協議会）が参加し、2期生となった。
一方、桜田武（日経連）からの支援協力が結局は中途半端な形で、バカにされたことから（最終的に桜田は、「君、私兵など作ってはいかんよ」と、300万円の投げ銭をしたという）、三島のプライドはひどく傷つき、民兵組織を全て自費で賄うことにした。
組織規模を縮小せざるをえなくなった祖国防衛隊は、隊の名称を万葉集防人歌の「今日よりは 顧みなくて 大君の 醜（しこ）の御楯と 出で立つ吾は」と、歌人・橘曙覧の「大皇の 醜の御楯と いふ物は 如此る物ぞと 進め真前に」に2首にちなんだ「楯の会」と変えた。10月5日に虎ノ門の国立教育会館で三島と初代学生長・持丸博、中核会員約50名が「楯の会」の正式結成式が行われ、ある新聞がこれをスクープし戯画化して伝えた。
10月21日の国際反戦デーの日、三島と楯の会会員、山本1佐と陸上自衛隊調査学校の学生らは、新左翼デモ（新宿騒乱）の状況を把握するため、デモ隊の中に潜入し組織リーダーが誰かなどを調査した。三島は、山本から「クーデター研究」の講義を受けていた。
火炎瓶の黒煙や催涙ガスが充満する中、三島は目を真っ赤に充血させながら身じろぎもせずに機動隊と全学連の攻防戦を見つめていた。場所を銀座に移動し、交番の屋根の上から、石が飛び交う激しい市街戦を見ている三島の身体が興奮で小刻みに震えているのを、すぐ隣にいた山本1佐は気づいた。この日、六本木の防衛庁にも新左翼の社学同が突入しようとし、機動隊が猛烈な放水で応戦するが正門は突破されてしまった。
新左翼の暴動を鎮圧するための自衛隊治安出動の機会を予想した三島は、その時に楯の会が斬り込み隊として自衛隊の手が及ばないところを加勢し、それに乗じて自衛隊国軍化・憲法9条改正を超法規的に実現する計画を構想し始めた。この日の昼過ぎ、赤坂に設営していた拠点に一旦引き揚げた時、山本1佐が持参のウィスキーを三島に勧めると、「えっ、なんですか。この事態に酒とは！」と憤然と席を立ち去ったという。
騒乱の続く夜、会員たちを拠点に集結させた三島は、この日の総括の会をここで持ちたいと山本1佐に願い出た。まさに今こそ決起行動に出るべきと主張し詰め寄る会員もいたが、まだ治安出動はないと見込んだ山本1佐は演習会の解散を進言し、落胆した三島は会員たちを国立劇場へ移動させていった。
11月10日、東大全共闘に軟禁されている文学部部長の林健太郎の解放を求めて、三島は阿川弘之と共に東大に赴き、林との面会を求めるが全共闘に拒絶されて叶わなかった（林健太郎監禁事件）。
12月21日の山本1佐によるゲリラ戦の講義の時、三島は、「ゲリラとは、（人を欺く）弱者の戦術ではないですか？」と疑問を投げかけた。講義の休憩中、森田必勝は山本1佐に、「日本でいちばん悪い奴は誰でしょう？　誰を殺せば日本のためにもっともいいのでしょうか？」と訊ねたという。山本1佐は、「死ぬ覚悟がなければ人は殺せない。私にはまだ真の敵が見えていない」と答えた。
12月末、三島邸に楯の会の中核会員と山本1佐らが集まり、楯の会と綜合警備保障株式会社や猟友会との連携計画が模索された。やがて話題が間接侵略などに及び、「あなたは一体いつ起つのか」という主旨で三島に問われた山本1佐が、暴徒が皇居に乱入して天皇が侮辱された時と、治安出動の際だという主旨で答えると、「その時は、あなたのもとで、中隊長をやらせてもらいます」と三島が哄笑して言ったという。
三島は、山本1佐やそれに繋がる旧陸軍関係者や政府高官との接触を通じ、治安出動の可能性の感触を得て、以下のようなクーデター計画を構想していた。三島は、陸上自衛隊の対心理情報課程の卒業生たちにより作られた秘密諜報組織「青桐グループ」の一員となっていた。この卒業生たちは、「青桐」という小冊子を年一回発行していた。
山本一佐によると、「三無事件」の首謀者たちと親交のあったH陸将は、自衛隊のクーデターの機会を以前から求めていて、三島とも連絡を取っていたという。H中将はアメリカ陸軍やCIAともパイプがあり、治安出動を利用して自衛隊を国軍化する計画を、中国とソ連の接近に危機感を募らせていた米軍から承認されていたとされる。
しかし、山本一佐は、その計画で自死をいとわずに真っ向から突き進むすることが適切かどうか確信を持てず、誠実な同志である三島がそうした拙速な計画のために命を落とすのはもったいないと感じ、また、親米派のH陸将らの手駒として三島が利用されて死ぬことより、長期的展望に立った大規模な民間防衛構想を一緒に確立していくために三島の存在が欠かせないと思っていた

### 1969年（昭和44年）
1969年（昭和44年）1月18日、反日本共産党系の新左翼学生らが東京大学安田講堂を占拠する東大安田講堂事件が起きた。19日、警視庁機動隊と学生らとの攻防戦を見ていた三島は、新左翼が時計台から飛び降り自決して共産主義と日本主義が結びつくことを防ぐため、「ヘリコプターで催眠ガスを撒いて眠らせてくれ」と警視庁に電話を入れた。
しかし、三島の危惧は無用の老婆心となり、予想に反し誰も命を賭けるような意欲のある東大生などいなかった。三島は、あっけなく投降する全共闘に安堵すると同時に失望し、最終的には自分たちとは価値観が違うことを悟って軽蔑するようになった。
2月1日、論争ジャーナル組と日学同との架け橋役であった森田必勝が、日学同よりも論争ジャーナル組側に完全に傾き、小川正洋（明治学院大学法学部）、野田隆史、田中健一、鶴見友昭、西尾俊一の5名と共に日学同を除籍となった。この6名は新宿区十二社（西新宿4丁目）にあるアパート小林荘をたまり場としていたため「十二社グループ」と呼ばれ、テロルも辞さない一匹狼の集団であった。
2月19日から23日まで、山本舜勝1佐の指導の下、板橋区の松月院で合宿し、楯の会の特別訓練が行われた。暖房もない厳寒の本堂で、夜は寝袋、食事は持参の缶詰という過酷な状況の中、皆が寝静まった後、三島は白い息を吐きながら机に向かって執筆活動もしていたという。その後ろ姿を見た山本1佐は、「私はこの人となら死んでもいい」と思った。
2月25日、山本1佐の旧陸軍時代の同期生で三無事件の協力者であった自衛隊員Mを交えて、山本宅で三島との会談があった。Mは三島の『反革命宣言』の思想に大いに共鳴していたが、〈有効性は問題ではない〉という部分についてだけは、「行動する以上勝たなければ意味がない」と反論し、敵に勝る武器（戦車、ミサイル）など、具体的な手段の有効性が第一だと論じた。
それに対して三島は、「それでは問題のたて方がまるで違うんだ」と、先ず「文化を守る」という目標意識の重要性、「日本刀」で戦うことの比喩的意義を説き、「実際に、自らの命を賭けて斬り死にすること、その行為があとにつづく者をまた作り出すんだ」と、自らは安全地帯の発射ボタン一つで大量殺戮をする損得勘定的な物質的・即時的近代武力意識への反論を返した。
3月1日から、学生を引率した第3回の体験入隊が陸上自衛隊富士学校滝ヶ原駐屯地で29日まで行われた。この第3回体験入隊で、小川正洋が参加して3期生となった。9日から15日には、体験入隊経験者（会員）を対象とする上級のリフレッシャーコースの訓練も行われ、「玩具の兵隊さん」と世間から呼ばれていた楯の会の実態は、自衛隊の将校も驚くほど精鋭にされていった。
ヘンリー・スコット＝ストークスはこの体験入隊を取材し、ロンドンの『ザ・タイムズ』に記事掲載した。ストークスがリフレッシャーコースの森田必勝に、「なぜ楯の会に入ったのか」と問うと、「三島に随いていこうと思った。……三島は天皇とつながっているから」と答えた。
4月13日、ストークスの記事を読んだロンドンのテムズ・テレビが、市ヶ谷会館での楯の会の4月例会の取材に来て、訓練の様子を撮影した。三島は、ストークスや、テムズ・テレビのレポーター・ピーター・テイラーを自宅に招いた。
4月28日の沖縄デーの日、三島と山本1佐は、新左翼全学連のゲリラ活動や激しい渦巻きデモを視察した。その後、三島は山本1佐を皇居に面する国立劇場に連れて行き、エレベーターで舞台下の奈落を案内し、「奈落は、私の信頼する友人が管理しています。いつでもお使い下さい」と言った。同月には、『自衛隊二分論』を発表した。
三島は、体験入隊の訓練中に知り合った若い自衛隊幹部の中に協力者を見つけ出そうとしていたが、三島に同調する幹部もこの時期に出始めていた。その中の1人は、山本1佐の真意が解らないと三島が漏らす言葉を聞き、山本1佐に「もし、あなたの心が変わったのなら、われわれも黙っておりませんから、どうかそのつもりでいてください！」と電話して来る者もあった。
防衛大学校を卒業した将校とも交流を求め、親交を深めようとしていた三島に対する防衛庁内局の圧力が、この春頃から様々なかたちであり、楯の会の訓練の規制がはめられるようになって来ていた。官民一体となった行動の模索をしていた三島の自衛隊内部への苛立ちが次第に強まり、表向きは自衛隊の内部批判はしなかったが、楯の会の会員の間では内局への罵倒が繰り返された。
5月11日、港区愛宕の青松寺（三島の祖父・平岡定太郎の菩提寺）境内の精進料理・醍醐で、三島と山本1佐ら自衛隊幹部が会食し、新左翼の解放区闘争や国防問題の情勢を分析した。この時、三島はボーガンの訓練をする適切な場所はないか訊ねたという。5月13日、三島は、東大教養学部教室で開催された全共闘との討論会に出席し、新左翼学生らと激論を交わした（詳細は討論 三島由紀夫vs.東大全共闘―美と共同体と東大闘争を参照）。
5月から三島は、楯の会の幹部級の7、8名にも居合を習わせ始め、板橋警察署の道場や皇宮警察の済寧館で稽古を行ない始めた。そして精鋭会員の9名（持丸博、森田必勝、倉持清、福田俊作、福田敏夫、勝又武校、原昭弘、小川正洋、小賀正義）に日本刀を渡し、斬り込み可能の「決死隊」を作った。5月23日、山本1佐の下、楯の会会員100名の特別訓練の初日。26日まで訓練が行われた。この少し前、三島は伊沢甲子麿の仲介で、山本1佐と共に保利茂官房長官と会った。
6月下旬、三島と山本1佐と部下5名の自衛官が山の上ホテルのレストランの個室で会食した。三島は、楯の会の皇居死守の具体的な実行動の計画について話し、「すでに決死隊を作っている」と山本1佐に決断を迫った。5名の自衛官らは三島に賛同したが、山本1佐は、「まず白兵戦の訓練をして、その日に備えるべきだ。それも自ら突入するのではなく、暴徒乱入を阻止するために」と制して賛同しなかった。
自衛官らが、「臆病者！ あなたはわれわれを裏切るのか！」と山本1佐に詰め寄るのを三島が制止した。沈黙の後、三島は義憤を抑えた面持で、「皇居突入、死守」など三ヶ条が書かれた紙を灰皿の上で燃やした。次の訓練の試案を山本1佐が話し終えた後、三島は総理官邸での演習計画を提案するが、自衛隊に批判的なマスコミの目を恐れた山本1佐はすぐに「それは駄目です」と断った。7月、山本1佐が陸上自衛隊調査学校副校長に昇格し、次第に楯の会の指導協力に費やす時間がなくなっていった。
この初夏の頃、何人かの将校幹部（H陸将）と三島の間で企図されていたクーデター計画が闇に葬られることになった。将校幹部らは米軍とパイプがあり、アメリカ側の了解を得て、自衛隊国軍化に向けた治安出動を行うはずであったが、キッシンジャーが密かに訪中の準備を始めアメリカが親中路線に転換したため（米中和解計画）、日本国軍化が認められない状況となった。
7月26日から、学生と会員を引率した第4回の体験入隊が陸上自衛隊富士学校滝ヶ原駐屯地で8月23日まで行われた。この第4回の体験入隊の合間を抜けて、下田への恒例の家族旅行をした三島は、11月に行なわれる楯の会の一周年記念パレードへの出席を川端康成に依頼し、翌年に賭ける思いを手紙に綴った。しかし、この三島の手紙に対する川端の返信はなかった。
この頃から、楯の会の主要古参会員の中辻和彦、万代潔らと三島との間の齟齬が表面化。三島の意に反して、金銭感覚や女性関係がルーズだった中辻が財政難の論争ジャーナルの資金源を田中清玄に求めたことが決定的な亀裂となり、8月下旬に、中辻、万代ら数名が楯の会を退会した。楯の会の全員の旅費や滞在費、食費や雑費、制服代などの費用はすべて、三島が賄っていたが、田中清玄が「自分は三島と楯の会のパトロンである」と財界で吹聴していたことが三島の耳に入ってきたことが、楯の会の名誉を重んじる三島の怒りを買った。
10月12日、楯の会の10月例会で持丸博（初代学生長）も正式退会となった。中辻と親しい持丸は、どちらの側に付くか迷ったあげく、論争ジャーナルの編集と楯の会の活動の両方を辞めることに決めた。持丸は、会の事務を手伝っていた松浦芳子と婚約していた。三島は、「楯の会の仕事に専念してくれれば（結婚後の）生活を保証する」と何度も説得して引き留めたが、持丸はそれを辞退した。
持丸はすでに帝国警備保障での役員の就職を決めていた。持丸の代わりに森田必勝が楯の会の学生長となり、論争ジャーナル編集部内に置いていた楯の会事務所も森田の住むアパートに移転した。大事な右腕だった持丸を失った三島は山本1佐に、「男はやっぱり女によって変わるんですねえ」と悲しみと怒りの声でしんみり言ったという。
10月21日の国際反戦デーの日、三島と楯の会会員は昨年と同様に、左翼デモ（10.21国際反戦デー闘争）の状況を確認するが、新左翼は機動隊に簡単に鎮圧された。もはや自衛隊の治安出動と斬り込み隊・楯の会の出る幕はなく、憲法改正と自衛隊国軍化への道がないことを認識した。警察と自衛隊との相違を明確化するため、政府（防衛庁）はこのチャンスにあえて自衛隊を治安出動すべきであると考えていた三島にとって、失望感と憤慨は大きかった。三島は新宿の街を歩きながら、「だめだよ、これでは。まったくだめだよ」と独り言を繰り返し、自暴自棄になったように「だめだよ、これでは」と叫んだという。
三島と家族ぐるみの付き合いがあった佐々淳行によれば、このときの視察は「（三島に）マスコミの場で機動隊の応援をしていただくようお願いせよ」との上司の指示を受けた佐々の計らいによるものであったが、戻ってきた三島は「もう僕らの出番はないよ。機動隊員たちは皆、白い歯を見せながら余裕綽々過激派を捌いている。僕らの出番を奪ってしまった佐々さん、貴方を恨みますよ」と述べた。佐々は「もうゲバ闘争は終りです。貴方も文学の世界に戻られては如何ですか」と説得したが、以後両者の間で音信は途絶えた。
10月25日、三島が少年時代に書いた「花ざかりの森」を激賞し、出征地のジョホールバルにて終戦直後に拳銃自決した蓮田善明（享年41）の25回忌が、中央本線沿線・荻窪の料亭・桃山で行われ、その席上、三島は、「私の唯一の心のよりどころは蓮田さんであって、いまは何ら迷うところもためらうこともない」、「私も蓮田さんのあのころの年齢に達した」と挨拶の辞を述べていたという。
10月31日、三島宅で行われた楯の会班長会議で、10・21が不発に終わったことで今後の計画をどうするかが討議された。森田は、「楯の会と自衛隊で国会を包囲し、憲法改正を発議させたらどうだろうか」と提案するが、武器の調達の問題や、国会会期中などで実行困難と三島は返答した。
11月3日の15時から、国立劇場屋上で、陸上自衛隊富士学校前校長・碇井準三元陸将を観閲者に迎えて、楯の会結成一周年パレードが行われた。演奏は陸上自衛隊富士学校音楽隊。女優の村松英子や倍賞美津子が花束を贈呈した。同劇場2階大食堂でのパーティーでは、藤原岩市元陸将、三輪良雄元防衛事務次官が祝辞を述べ、三島が挨拶した。
三島は、このパレードに出席を依頼し何の返信もなかった川端の家を10月に直接訪問し、再び依頼していたが冷たい言い方で断られてしまい、非常に落胆して、家族や村松剛などの友人らにその憤りや悲嘆の気持を吐露していたという。石原慎太郎も三島から招待されたが欠席していた。
11月16日、新左翼による佐藤首相訪米阻止闘争が行われるが、再び機動隊に簡単に鎮圧され自衛隊の治安出動は完全に絶望的となった。11月28日、三島は山本1佐を招いて自宅で「最終的計画案」の討議を開くが、山本1佐から具体策が得られず終わった。12月8日から4日間、三島は北朝鮮武装ゲリラに対する軍事事情視察のために韓国に行った。
12月22日、三島と楯の会は、陸上自衛隊習志野駐屯地で例会を開き、空挺団で落下傘降下の予備訓練を行なった。訓練後、三島は憲法改正の緊急性を説いた。これに基づいて、 阿部勉（1期生）を班長とする「憲法改正草案研究会」が楯の会内に組織されることが決まり、毎週水曜日の夜に3時間討議会を実施することとなった。
12月1日に三島は、翌年正月に発表する村上一郎との対談で、現下の自衛隊には、二・二六事件のような革命を起こせる体制はなく、1佐以上の将校でなければ何も起こせない状態だと語っていた。
この時期の林房雄との対談では、日本の文化を根こそぎにし日本語の破壊を招きかねない〈外国思想〉から発生する全体主義から、日本を守るための〈国粋主義〉の存在意義に言及した。

### 1970年（昭和45年）
1970年（昭和45年）正月、山本舜勝1佐や楯の会会員たちが集まった三島邸での新年会で、民間防衛の話に及んだ際、三島が何気なく、「自衛隊に刃を向けることもあり得るでしょうね」と発した。
1月末、三島は昨年12月に訪韓した際に世話になった韓国陸軍の元少将Rと山本舜勝1佐とを招いて会食。Rの辞去後、三島が山本1佐に、「（クーデターを）やりますか！」と問うが、山本1佐は、「やるなら私を斬ってからにして下さい」と返答した。この頃三島は、山本1佐が「硬骨」と評価している自衛隊将校と接触していた。
3月1日、学生と会員を引率した第5回の体験入隊が陸上自衛隊富士学校滝ヶ原駐屯地で、28日まで行われた。この頃から、森田必勝（学生長、第1班班長）と三島は決起計画を話し合うようになるが、まだ具体策はなかった。同月、三島は村松剛に、「蓮田善明は、おれに日本のあとをたのむといって出征したんだよ」と呟いた。
3月末に突然、三島は和服姿で錦袋に入れた日本刀を携えて山本1佐宅を訪問した。山本1佐は日本刀の話題を出さないようにしていたが、三島がその刀を自分に提供して決意を促すつもりのような気がした。山本夫人のとりなしで、その場はなんとか平穏に過ぎた。帰り際に三島は、「山本1佐は冷たいですな」と言い、「やるなら制服のうちに頼みますよ」と山本1佐は返した。
4月3日、三島は千代田区内幸町1-1の帝国ホテルのコーヒーショップにおいて小賀正義（第5班班長）に、最後まで行動を共にする意志があるかを訊ね、小賀は承諾した。4月10日、三島は自宅に招いた小川正洋（第7班班長）にも、「最終行動」に参加する意志があるかどうか打診し、小川も小賀同様に沈思黙考の末に承諾した。
4月下旬、11年前の1959年（昭和34年）から毎号読んでいた『蓮田善明とその死』（小高根二郎著）が3月刊行されたため、三島はそれを携え山本1佐宅を訪問し、「私の今日は、この本によって決まりました」と献呈した。5月、「憲法改正草案研究会」のための資料『問題提起』の第1回「新憲法における『日本』の欠落」を三島は配布した。
5月中旬、三島宅に森田必勝、小賀正義、小川正洋の3名が集まった。楯の会と自衛隊が共に武装蜂起して国会に入り、憲法改正を訴えるという「最良の方法」を討議するが、具体的な方法はまだ模索中であった。6月2日、三島と楯の会は陸上自衛隊富士学校滝ヶ原駐屯地で、上級者のリフレッシャーコースを、4日まで行なった。この回は食糧を支給されず不眠不休で青木ヶ原樹海を行軍する過酷な訓練だった。
6月13日、三島、森田、小賀、小川の4名が港区赤坂葵町3番地（現・虎ノ門2丁目10-4）のホテルオークラ821号室に集合。これまで接触してきた自衛隊将校らにはもう期待できないことを悟り、自分たちだけで実行する具体的な計画を練った。
三島は、自衛隊の弾薬庫を占拠して武器を確保し爆破すると脅す、あるいは東部方面総監を拘束するかして自衛隊員を集結させて、国会占拠・憲法改正を議決させる計画を提案した。討議の結果、東部方面総監を拘束する方法を取ることにし、楯の会2周年記念パレードに総監を招いて、その際に拘束する案などが検討された。
6月21日、三島ら4名は、千代田区駿河台1丁目1番地の山の上ホテル206号室に集合。三島から、市ヶ谷駐屯地内のヘリポートを楯の会の体育訓練場所として借用できる許可を得ることに成功した旨が報告された。そして、総監室がヘリポートから遠いため、拘束相手を32連隊長・宮田朋幸1佐に変更することが提案され、全員が賛同した。
7月5日、三島ら4名は、山の上ホテル207号室に集合。決行日を11月の楯の会例会日にすることに決め、例会後のヘリポートでの訓練中に、三島が小賀の運転する車に武器の日本刀を積んで32連隊長室に赴き、宮田連隊長を監禁する手順を決定した。
同月、保利茂官房長官に防衛に関する意見を求められていた三島は、防衛に関する文書を政府への「建白書」として保利官房長官に託し、それを佐藤栄作首相も目を通して閣僚会議に提出される予定になっていたが、中曽根康弘防衛庁長官が保利官房長官を制したために閣僚会議に提出されることはなかった。
7月11日、小賀は三島から渡された現金20万円で中古の41年式白塗りトヨタ・コロナを久下本モータースから購入した。7月下旬、三島ら4名は、千代田区紀尾井町4番地のホテルニューオータニのプールで、決起を共にする楯の会メンバーをもう1人増やすことにし、誰にするか相談した。この夏、三島は3名それぞれに8万円を渡し、北海道に慰安旅行させた。
この頃、三重県四日市市に帰省した森田は、旧知の上田茂に、「三島由紀夫に会って自分の考え方が理論化できた。だから三島をひとりで死なせるわけにはいかん」と言った。8月28日、再びホテルニューオータニのプールに集まった三島ら4名は、古賀浩靖（第5班副班長）を仲間に加えることを決定した。
9月1日、「憲法改正草案研究会」の帰り、森田と小賀は新宿区西新宿3丁目8-1の深夜スナック「パークサイド」に古賀を誘い、「最終計画」を説明して賛同を得た。2人から、「三島先生と生死をともにできるか」と問われ、「浩ちゃん、命をくれないか」と頼まれた古賀は、楯の会に入会した時からその覚悟ができていたため承諾し、同志に加えてくれたことを感謝した。
9月3日、三島は中曽根康弘が主宰する新政同志会の青年政治研修会に招かれ、日本の自主防衛について講演した。三島は、天皇を中心に日本独自のやり方で2000年以上の歴史を生きてきた日本の重要性を説き、伝統や国民精神を無視しては他国のイデオロギー戦略に勝つことはできないと語った。また、日本人が自信過剰になり、〈日本人は大丈夫だ、日本人といふのは放つておいても、いざといふ時にやるさ〉と油断していると、徐々にお腹に脂肪がつき、豚のようになると警告した。
同じ9月3日にヘンリー・スコット・ストークス宅の夕食会に招かれた三島は、食事後に暗い面持ちで、日本から精神的伝統が失われ物質主義がはびこってしまったと言い、「日本は緑色の蛇の呪いにかかっている。日本の胸には、緑色の蛇が喰いついている。この呪いから逃れる道はない」という不思議な喩え話をした。三島は時々予言めいたことを突然発することがあり、春頃にも茶の間で父・梓に日本の未来を案ずる言葉を言っていた。
9月9日、三島は銀座4丁目のフランス料理店に古賀を招き、計画の具体案を聞かせ、決行日は11月25日だと語った。三島は、「自衛隊員中に行動を共にするものがでることは不可能だろう、いずれにしても、自分は死ななければならない」、「ここまで来たら、地獄の三丁目だよ」と言った。
9月10日、三島と楯の会は陸上自衛隊富士学校滝ヶ原駐屯地で、上級者のリフレッシャーコースを12日まで行なった。9月15日、三島、森田、小賀、小川、古賀の5名は、千葉県野田市の興風館で行われた戸隠流忍法演武会（忍者大会）を見物し、帰途に墨田区両国 1丁目10-2のイノシシ料理店「ももんじ屋」で会食して同志的結束を固めた。
この頃、三島は約4年近く世話になった陸上自衛隊富士学校滝ヶ原駐屯地の機関紙に感謝の言葉と複雑な心境を綴った。
9月25日、三島ら5名は、新宿3丁目17番地の伊勢丹会館後楽園サウナに集合。三島は楯の会例会の招集方法を変更することを提案し、特に11月の例会は、自衛隊関係者を近親や親戚に持つ者を除いた隊員に三島が直接連絡することを決め、就職や結婚が決まっている者も除いた。10月初め、死ぬ前に故郷の北海道の山河を見ておきたいと言う古賀のため、三島は旅費の半額1万円を与えた。
この9月か10月頃、森田は下宿で同居している野田隆史と倉田賢司に、「ここまできて三島がなにもやらなかったら、おれが三島を殺る」と言ったという。また森田たちが行きつけの四谷3丁目のバー「P」のママの話では、森田が思い詰めた様子で「12月には、佐藤首相を殺る」とも言っていたとされる。
10月2日、三島ら5名は、銀座2丁目6-9の中華料理店「第一楼」に集合。11月の楯の会例会を午前11時に開いて、例会後の市ヶ谷駐屯地のヘリポートでの通常訓練を開始後、三島と小賀が葬儀参列を理由に退席して、日本刀を車に搬入する手筈で32連隊長を拘束するという具体的手順を決定した。
その行動の際、ありのままを報道してもらえる信頼できる記者2名を予めパレスホテルに待機させておき、一緒に車に同乗させ、32連隊隊舎前の車中で待たせることも同時に決定した。10月9日、北海道旅行中の古賀を除いた4名が「第一楼」に再び集合し、計画を再確認した。
10月17日、三島は持丸博を自宅に呼び、1968年（昭和43年）2月25日に作成した血盟状を持って来てほしいと頼み、著名した者の多くが脱退したので焼却したい旨を伝えた。10月19日、三島ら5名は10月例会の後、千代田区麹町1丁目4番地の東条会館で、楯の会の制服を着用して記念撮影を行なった。
10月23日、都内の火葬場や給電指令所で楯の会の演習を行なった。この演習前に市ヶ谷私学会館に集合した会員の前で、黒板に「coup d'État（クーデター）」と無言で書いた三島は、都市機能をマヒさせるための具体的な場所を示した。会員たちは、いよいよ楯の会全員でのクーデターが始まるのだと思ったという。この訓練後、三島は夜1人で、山本1佐宅を訪ねた。この日の訪問を山本1佐は、「赤垣源蔵徳利の別れ」のようなものだったのではないかと回想している。
10月27日、血盟状を、持丸とともに劇団浪曼劇場の庭で焼却した。しかし、持丸はこれを渡す前に、血盟状のコピーを内密にとっておいた。焼却後、港区六本木の「アマンド」でコーヒーを飲みながら三島は持丸に、「お前がやめた後、会の性格が変わったよ。これから（来年から）は会のかたちを変えようと思う。お前も、会のことはよく知っているので、外部からひとつ応援してくれよ」と言ったという。
11月3日、三島、森田、小賀、小川、古賀の5名は「アマンド」で待ち合わせ、六本木4丁目5-3のサウナ「ミスティー」に集合。檄文と要求項目の原案を検討した。この時、全員自決するという計画を三島は止めさせ、「死ぬことはやさしく、生きることはむずかしい。これに堪えなければならない」と小賀、小川、古賀の3名に命じた。
三島は、「今まで死ぬ覚悟でやってきてくれた、その気持は嬉しく思う。しかし、生きて連隊長を護衛し、連隊長を自決させないように連れて行く任務も誰かがやらなければならない。その任務を古賀、小賀、小川の3人に頼む、森田は介錯をさっぱりとやってくれ、余り苦しませるな」と言った。
森田は、「俺たちは、生きているにせよ死んで行くにしろ一緒なんだ、またどこかで会えるのだから」、「（われわれは一心同体だから）あの世で魂はひとつになるんだ」と言った。三島は前日の11月2日、銀座の「浜作」に森田を呼び出し、「森田、お前は生きろ。お前は恋人がいるそうじゃないか」と自決を止めるように説得していた。
しかし森田は、「親とも思っている三島先生が死ぬときに、自分だけが生き残るわけにはいきません。先生の死への旅路に、是非私をお供させて下さい」と押し切った。その後、小賀、小川、古賀の3名も、「お前も一緒に生きて先生の精神を継ごう」と説得し、三島も森田が自決を思い止まることを期待したが、森田の決心は揺るがなかった。
11月4日、三島と楯の会は陸上自衛隊富士学校滝ヶ原駐屯地で、上級者のリフレッシャーコースを、6日まで行なった。会員たちは、この時に鉄道爆破の訓練を受け、爆弾の設置方法などを教わった。実際に線路を爆破して、爆音と共に線路が粉々になるのを見学した。
訓練終了後、三島ら5名は、御殿場市内の御殿場館別館で開かれた慰労会で、他の会員や自衛隊員らと密かに別離を惜しみ、三島は全員に正座をして酒をついで廻って、「唐獅子牡丹」を歌い、森田は小学唱歌「花」と「加藤隼戦闘隊」、小賀は「白い花の咲く頃」、小川は「昭和維新の歌」「知床旅情」を歌い、古賀は特攻隊員の詩を朗読した。
11月10日、森田、小賀、小川、古賀の4名は、菊地勝夫1等陸尉との面会を口実に、市ヶ谷駐屯地に入り、32連隊隊舎前を下見して駐車場所を確認した。11月12日、森田、小川、小賀の3名は、東武百貨店で開催された「三島由紀夫展」を見学。その夜、スナック「パークサイド」で、小川は森田から介錯を依頼されて承諾した。
11月14日、三島ら5名は、サウナ「ミスティー」に集合。32連隊隊舎前で待機させる記者2名をNHK記者・伊達宗克とサンデー毎日記者・徳岡孝夫にし、檄文と記念写真を決起当日に渡す主旨の説明が三島からなされ、5名で檄文の原案を検討した。
11月18日、自宅で行なわれた古林尚との対談で三島は、〈自民党からビタ一文だって貰いたくない〉とし、自分がやろうとしていることについて〈吉田松陰の生き方ですよ。正義を開顕する以外にすることはない〉と語った。そして、〈ぼくはそうやすやすと敵の手には乗りません。敵というのは、政府であり、自民党であり、戦後体制の全部ですよ。社会党も共産党も含まれています。ぼくにとっては、共産党と自民党とは同じものですからね。まったく同じものです、どちらも偽善の象徴ですから〉と発言した。
11月19日、三島ら5名は、伊勢丹会館後楽園サウナ休憩室に集合。32連隊長を拘束した後の自衛隊の集合までの時間や、三島の演説などの時間配分を打ち合わせした。森田が「要求が通らない場合は連隊長を殺しても良いか」と訊ねると、「無傷で返さなければならない」と三島は答えた。その後、スナック「パークサイド」で、古賀は森田から、「俺の介錯をしてくれるのは最大の友情だよ」と言われた。
11月21日、決行当日の11月25日に32連隊長の在室の有無を確認するため、森田が三島の著書『行動学入門』を届けることを口実に市ヶ谷駐屯地に赴くと、当日に宮田朋幸32連隊長が不在であることが判明した。三島ら5名は、中華「第一楼」に集合。森田の報告を受け協議の結果、拘束相手を、東部方面総監に変更することに決定した。三島はすぐに益田兼利東部方面総監に電話を入れ、11月25日午前11時に面会約束をとりつけた。
同日と翌11月22日、森田ら4名は三島から4千円を受け取り、新宿ステーションビルなどにおいて、ロープ、バリケード構築の際に使う針金、ペンチ、垂れ幕用のキャラコ布、気つけ用のブランデー、水筒などを購入した。夜、小賀は横浜市内を森田とドライブ中、「三島の介錯ができない時は頼む」と森田から依頼されて承諾した。
11月23日、三島ら5名は、千代田区丸の内1丁目1番地のパレスホテル519号室に集合。決起の最終準備（垂れ幕、檄文、鉢巻、辞世の句など）と、一連の行動の予行演習を行なった。辞世の句は「うまくなくてもいい、自由奔放に書け」と三島は言った。翌11月24日も、三島ら5名はパレスホテルに集合。再度の予行演習をし、前日と合わせて約8回練習を行なった。
同日の昼14時頃、三島は徳岡孝夫と伊達宗克に、指定する或る場所に「明日午前11時に腕章とカメラを持ってくること、明日午前10時にまた連絡する」という主旨の電話をし、このことは口外しないよう約束をとりつけ、15時頃には、新潮社の担当編集者・小島喜久江に明日朝10時30分に『天人五衰』の原稿を自宅に取りに来るように電話を入れた。
夕方16時頃から、三島ら5名は、新橋2丁目15-7の料亭「末げん」の奥の間（五番八畳）で鳥鍋料理の「わ」のコース（1人15,000円）とビール7本で別れの会食をした。18時頃、お店の豊さん（赤間百合子）がお酌をしようとすると、三島は自分でビールをつぎ、最後の乾杯をした。
食事中は明日の決起のことは話さず、映画女優や三島が映画『人斬り』で共演した俳優の勝新太郎の話などの雑談をした。三島は、「いよいよとなるともっとセンチメンタルになると思っていたがなんともない。結局センチメンタルになるのは我々を見た第三者なんだろうな」と言った。
食事が終わった20時頃、一同は店を出て、小賀の運転する車で帰宅。車中三島は、「総監は立派な人だから申し訳ないが目の前で自決すれば判ってもらえるだろう」と言った。また、（演説後）もしも総監室に入る前に自衛隊員らに捕まった場合は、5人全員で舌を噛んで死ぬしかないとも話した。
大田区南馬込4丁目32-8の自宅に帰宅した三島は、22時頃に自宅敷地内の両親宅に就寝の挨拶に行き、父親から煙草の吸い過ぎをたしなめられた。森田は西新宿4丁目32-12の小林荘8号室の下宿に帰宅後、同居する楯の会会員の田中健一を誘って、近くの食堂「三枝」に行き、例会の市ヶ谷会館で徳岡孝夫と伊達宗克に渡すべき封書2通を託した。森田は再び外出し、新宿の深夜バーのレジをしている女友達を電話で呼び出して2人で深夜の道を並んで歩いた後、午前3時前には下宿に戻った。
小川と古賀は、小賀の戸塚1丁目498番地の大早館の下宿に宿泊した。その際に3人は介錯のことを話し合い、小川は、剣道経験豊富な小賀に、森田の介錯ができない場合の代わりを依頼し、小賀は承諾した。しかし3人の間では、介錯は予定者が実行できない時には、三島、森田を問わずに、残りの誰かが介錯するという意思であった。
11月25日、小賀ら3名は午前7時に起床。古賀は森田に「起こしてくれ」と頼まれていたため、森田の下宿の廊下にあるピンク電話を鳴らした。3名は、朝食は取らず、目立たぬように制服の上からコートやカーディガンを羽織って、制帽はビニールの買物袋に入れ、午前8時50分頃、小賀の運転するコロナに同乗し下宿を出発した。
森田は7時に起床し、9時頃、新宿西口公園付近の西口ランプ入口で、コロナでやって来た小賀ら3名と合流した。一行は三島邸に向い、荏原ランプを出て、三島邸近くの第二京浜国道を曲がったあたりのガソリンスタンドに立ち寄って洗車。その間に各人故郷の家族への別れの手紙を投函した。
三島は8時に起床し、コップ一杯の水だけを飲み、お手伝いさんに小島喜久江に渡す小説原稿を預けた。10時頃、徳岡孝夫と伊達宗克に電話を入れ、市ヶ谷会館に午前11時に来るように指定し、田中か倉田という者が案内すると伝えた。小賀の運転するコロナに同乗した一行が10時13分頃に三島邸に到着した。
三島は玄関に迎えに来た小賀に、小川、古賀ら3名宛ての封筒入りの命令書と現金3万円ずつを手渡し、車中で読むように命じた。軍刀仕様にした日本刀・関孫六と革製アタッシュケースを提げ、車までゆっくりと歩いた三島は、「命令書はしかと判ったか」と助手席に乗り込み、「命令書を読んだな、おれの命令は絶対だぞ」、「あと3時間ぐらいで死ぬなんて考えられんな」などと言った。
一行を乗せたコロナは自衛隊市ヶ谷駐屯地へ向かった。秋晴れの空の下、白いコロナは環状7号線に出て、第二京浜国道に入り、品川から中原街道を経て、荏原ランプから首都高速2号目黒線に乗った。10時40分頃、コロナは飯倉ランプで高速を降りた。
赤坂から青山を経て神宮外苑前に出たが、まだ時間が早かったため外苑を2周した。この時、三島は、「これがヤクザ映画なら、ここで義理と人情の“唐獅子牡丹”といった音楽がかかるのだが、おれたちは意外に明るいなあ」と言った。古賀は、「私たちに辛い気持や不安を起させないためだったのだろうか。まず先生が歌いはじめ、4人も合唱した。歌ったあと、なにかじーんとくるものがあった」と供述している。
権田原坂から、右に赤坂離宮、左に明治記念館を見て進行し、学習院初等科校舎近くに一時停車した時、「我が母校の前を通るわけか。俺の子供も現在この時間にここに来て授業をうけている最中なんだよ」と三島は言った。コロナは四谷見附の交差点を直進し、靖国通りを突っ切り、陸上自衛隊市ヶ谷駐屯地の正門に入っていった。

## 決起に至った様々な要因

### 戦後体制への批判・諌死
自衛隊員たちへ撒いた檄文には、戦後民主主義と日本国憲法の批判、そして日米安保体制化での自衛隊の存在意義を問うて、決起および憲法改正による自衛隊の国軍化を促す内容が書かれていた。三島は最初の単身自衛隊体験入隊直後の1967年（昭和42年）5月27日の時点では、〈いまの段階では憲法改正は必要ではないといふ考へに傾いてゐます〉と公のインタビュー向けには答えながらも、以下のように述べている。
さらに三島は、〈いまの制度がそうさせるのか、陛下のお気持がそうさせるのか知らないが、外国使臣を羽田で迎えるときに陛下がわきに立って自衛隊の儀仗を避けられるということを聞いたとき、私は、なんともいえない気持がしました〉とも述べている。
また1967年（昭和42年）11月の福田恆存との対談では、高坂正堯の憲法への苦心を尊重しながらも、自分は憲法に対して〈現実主義の立場に立ちたい〉が、〈現状肯定主義〉ではあってはならないと思うとし、このまま日本国憲法第9条を改正しないまま〈解釈〉で〈縄抜け〉するという論理的なトリックに三島は疑問を呈しつつ、〈ぼくはもっと憲法を軽蔑している〉と述べ、憲法改正への法的手続（国会の三分の二と、過半数の国民投票という二段構え）のハードルの高さに言及しながら、憲法第9条がクーデターでしか変えられないと語っている。
このように、日本国憲法第9条の第2項がある限り、自衛隊は〈違憲の存在〉でしかないと見ていた三島は、『檄文』や『問題提起』のなかで、自民党の第9条第2項に対する解釈や、共産党や社会党が日米安保破棄を標榜しつつも第9条護憲を堅持するという矛盾姿勢を、〈日本人の魂の腐敗、道義の頽廃の根本原因〉をなしているものと見て、両者の国体をないがしろにする姿勢を批判している。演説の中でも、自衛官らに、〈諸君は武士だろう、武士ならば、自分を否定する憲法をどうして守るんだ〉と絶叫し、ばらまいた『檄文』のなかで〈生命尊重のみで、魂は死んでもよいのか。生命以上の価値なくして何の軍隊だ。今こそわれわれは生命尊重以上の価値の所在を諸君の目に見せてやる。それは自由でも民主主義でもない。日本だ。われわれの愛する歴史と伝統の国、日本だ〉と訴えた。
三島の自決の決心に影響を与えた動因の一つには、自決前年の建国記念の日に、国会議事堂前で「覚醒書」なる遺書を残して世を警め同胞の覚醒を促すべく焼身自殺した青年、江藤小三郎の自決もあった。三島は『若きサムラヒのための精神講話』において、〈私は、この焼身自殺をした江藤小三郎青年の「本気」といふものに、夢あるひは芸術としての政治に対する最も強烈な批評を読んだ一人である〉と記しており、この青年の至誠と壮絶な死が三島の出処進退に及ぼしていた心情が看取されている。
なお、三島は1970年（昭和45年）7月7日付のサンケイ新聞夕刊の戦後25周年企画「私の中の25年」に、『果たし得てゐない約束』というエッセイを寄稿し、その中で、自身の戦後25年の〈空虚〉を振り返り、それを〈鼻をつまみながら通りすぎた〉とし、以下のようにその時代について語っている。
三島はその戦後民主主義を否定しつつも〈そこから利益を得、のうのうと暮らして来たといふことは、私の久しい心の傷になつてゐる〉と告白し、多くの作品を積み重ねても、自身にとっては〈排泄物を積み重ねたのと同じ〉で、〈その結果賢明になることは断じてない。さうかと云つて、美しいほど愚かになれるわけではない〉として最後の一節では以下のような訣別を表明している。この文章は、実質的な遺書の一つとして、以降の三島研究や三島事件論において多く引用されている。
ちなみに、三島が決起の時点ですでに死を決意していたことは、事件前の9月に「楯の会」メンバーの古賀浩靖に向かって、「自衛隊員中に行動を共にするものがでることは不可能だろう、いずれにしても、自分は死ななければならない」と語っていたことから明らかで、8月には「諌死」という漢字の読みを「kanshi」とノート片に書いて、ヘンリー・スコット・ストークスに渡していることなどから、自決がクーデターの実行ではなく、「諫死」（自ら死ぬことによって目上の者をいさめること）の意味合いであったことがうかがえる。
杉山隆男は、三島が滝ヶ原分屯地の隊内誌『たきがはら』に寄せた一文の中で自分のことを、〈自衛隊について「知りすぎた」男になつてしまつた〉と言っていたことに触れつつ、「じっさい〈知りすぎた〉三島は、『檄』にも書きとめた通り、〈アメリカは眞の日本の自主的軍隊が日本の國土を守ることを喜ばないのは自明である〉という自衛隊の本質を見抜いていたがゆえに、自衛隊の今日ある姿を予見することができたのだろう」と述べ、杉山自身も実際に体験して悟った自衛隊観と重ねて以下のように分析している。
井上隆史は、三島の死は「文学のための死」というものに限定できず、その死には我々日本人の「文化的アイデンティティーの空洞化」が、決して後戻りできない地点にまで来つつあったことへの批判の死（諌死）でもあったと述べている。井上は、三島が自身の死の行為が日本の共同体の歴史の上で意味を持ちうる最後の年が、安保条約が自動延長になった1970年（昭和45年）であり、この年を過ぎると日本の精神的空洞化が本当に回復不能になると考えたとし、しかしながら1970年（昭和45年）11月の時点ではもうすでに、三島の死の精神的意味を了解するだけの力が我々日本人の文化から失われていたのかもしれず、そこに、まだ辛うじて間に合うと信じた三島の誤算があったのかもしれないと考察している。

### 老醜への嫌悪
三島の自殺には様々な側面から諸説が挙げられ、その要因の一つとして、三島が少年時代にレイモン・ラディゲの夭折に憧れていたことなどや、『豊饒の海』で副主人公・本多の老醜を描いていることなどから、自身の「老い」への忌避が推察される向きもある。新潮社の担当編集者だった小島千加子によると、『豊饒の海』執筆中に「年をとることは滑稽だね、許せない」、「自分が年をとることを、絶対に許せない」と三島が言っていたことがあるとされる。
三島が30歳の頃に交際していた元恋人の豊田貞子によると、三島は、自分が年寄りになったら永井荷風のような「偏屈で淋しい老人になるような気がしてならないのが、たまらなく厭だ」、「だから、五十過ぎてまで生きていたくはない」と彼女に言って、「きみは僕よりも十も若いんだから、僕が死んだら、そのときは、僕の好きな黄色い薔薇を手向けてほしい」と言ったという（なお、三島と荷風とは系図の上で遠戚関係にある）。また月刊誌『中央公論』の編集長であった粕谷一希によると、三島は、「おれが荷風みたいな老人になることが想像できるか？」と言ったとされ、その一方で、「作家はどんなに自己犠牲をやっても世の中の人は自己表現ととる」とも言ったという。
しかし、三島の老いへの考えは一面的ではなく、〈自分の顔と折合いをつけながら、だんだんに年をとつてゆくのは賢明な方法である。六十か七十になれば、いい顔だと云つてくれる人も現はれるだらう〉とも述べており、〈室生犀星氏の晩年は立派で、実に艶に美しかつたが、その点では日本に生れて日本人たることは倖せである。老いの美学を発見したのは、おそらく中世の日本人だけではないだろうか。（中略）スポーツでも、五十歳の野球選手といふものは考へられないが、七十歳の剣道八段は、ちやんと現役の実力を持つてゐる〉とも語っている。小島千加子にも以前には、「川端康成、佐藤春夫などは、年をとって精神の美しさが滲み出て来た良い例」とも言っていたという。ラジオ番組で、「老後は純粋ミステリーを書いてみたい、そして畳の上で死にたいものだ」と語っていたともいう
1969年（昭和43年）10月に行われた学生との対談では、学生が、三島が以前から「夭折の美学」ということをしばしば説いていたことに触れ、「死」とかけ離れては考えられない「美学」について質問された際に以下のように答えている。
1969年（昭和44年）3月の第3回自衛隊体験入隊時の学生・村上建夫と雑談では、「由紀夫」という名前は若すぎる名前だから、年を取ったらシェークスピア（沙吉比亜）の尊称の「沙翁」にあやかって「雪翁」にするつもりだと言い、「えっ、先生は若くして死ぬんじゃないんですか」と学生が驚いて質問すると、三島は苦虫を噛み潰したような渋い表情に変わって横を向いてしまったという。このことから、44歳の時点では、作品外の実人生では長生きするつもりもあったのではないかとも見られている。

### 英雄的な殉教への憧れ・切腹願望
なお、三島にはヒロイズムつまり英雄的自己犠牲に対する憧れがあることがエッセイなどから散見され、それも要因の一つに数えられる。三島は、1967年（昭和42年）元旦に『年頭の迷い』と題して新聞に発表した文章で、〈西郷隆盛は五十歳で英雄として死んだし、この間熊本へ行つて神風連を調べて感動したことは、一見青年の暴挙と見られがちなあの乱の指導者の一人で、壮烈な最期を遂げた加屋霽堅が、私と同年で死んだといふ発見であつた。私も今なら、英雄たる最終年齢に間に合ふのだ〉と述べている。また、『行動学入門』のなかでは、以下のように語っている。
そして、壮絶な死に美を見出すという傾向は、平田弘史の時代物劇画を好きだと語っていることなどからうかがえ、『仮面の告白』で語られていた、グイド・レーニ作の「聖セバスチャンの殉教」の絵に惹かれる性的嗜好など、悲劇的でマゾヒスティックな死に美を見出す傾向もあり、「セバスチャン・コンプレックス」と自ら呼んでいた。また、切腹に対する官能的な嗜好やこだわりも、自身が映画制作した小説『憂国』や、榊山保名義でゲイ雑誌に発表した小説『愛の処刑』から看取される。
三島が『憂国』を執筆する前に切腹について三島と語り合ったことのある切腹研究家の中康弘通は、切腹願望は日本人独特のもので、自虐（マゾヒズム）よりも、より多くナルシシズムに発し、切腹に興味を持つ傾向の人々は男女問わず、「切腹の持つ精神的伝統、すなわち儀式的厳粛と崇高な自己犠牲の悲愴美を、思春期の心に刻みつけて以来、条件反射のように、愛と死の両極を結ぶ媒体として、切腹の意義を把握している」とし、そういった人々でも、自殺に切腹を選ぶ人はあっても、「切腹したいから自殺する人は、まず無い」と解説している。

### 師・蓮田善明の影響
また、三島の自決への要因の一つとして欠かせないものには、三島の少年期における文学の師であり、精神的支柱の一人でもあった蓮田善明が敗戦に際し、国体護持を念じてピストル自決をとげたことの影響がある（詳細は蓮田善明と三島由紀夫を参照）。1945年（昭和20年）8月19日、戦地のジョホールバルで蓮田は、中条豊馬大佐が軍旗の決別式で天皇を愚弄した発言（敗戦の責任を天皇に帰し、皇軍の前途を誹謗し、日本精神の壊滅を説いた）に憤怒し、大佐を射殺し自身も自害した。三島は翌年11月17日に成城学園素心寮で行われた「蓮田善明を偲ぶ会」で、以下の哀悼の詩を献じた。
文芸評論家の山内由紀人は、この献詩の後半部分には、軍医の誤診を受け入れた三島が、前線に赴いた蓮田の後を継ぐことができなかった負い目が感じられ、夭折の機会を逃し自分自身を裏切り、師である蓮田の期待をも裏切った罪悪感の心情が表れていると述べている。そして、このことが三島の中で、人生における誠実さの問題へと発展し、「戦後を生きのびたことの贖罪の意識に苦悩し、負い目はやがて悔悟」となって、十代への〈ノスタルジア〉（郷愁）、ロマンティークへの〈ハイムケール〉（帰郷）へと繋がっていったと三島の精神過程を辿りながら、三島が自決の4か月前に発表したエッセイ『果たし得ていない約束―私の中の二十五年』における〈約束〉の意味は、「死ぬことが今日の自分の文化だと知つてゐる」(『青春の詩宗――大津皇子論』）と語っていた蓮田との「黙契」を意味しているとし、また、『対話・日本人論』（林房雄との対談）の中で三島が橋川文三の見方に同調し〈日本人の最高のものに対する批評の形式というのは、死しかない〉、〈絶対を批評する〉という〈批評形式としては、死しかない〉と語っていたことに触れ、三島の敬愛した蓮田の死も一つの批評であった点から三島の死を「生命を賭けての浪曼的回帰」だったと考察している。
映画監督の田中千世子も、三島は、亡き蓮田善明の魂に〈古代の雲を愛でし君は〉と呼びかけ、自分は〈近代に遺されて〉、〈漠々たる　塵土に埋れんとす〉と嘆いていた20代の頃の自分に戻ろうとしていたのではないかと考察している。

### 戦後に生き残った罪障感
三島と同じ戦中派世代であり知人であった吉田満は、三島が生涯かけて取り組もうとした課題の基本にあるものは、「戦争に死に遅れた」事実に胚胎し、「彼はみずから死を選ぶことによって、戦争に散華した仲間と同じ場所をあたえられることを願ったのであろう」という見解を示し、終戦の時、満20歳であった三島を鑑みて、戦艦大和の海上特攻戦に参加し21歳で戦死した臼淵磐と三島に共通する精神や、四国沖の上空で米軍機と交戦し散華した林尹夫（遺された日記が『わがいのち月明に燃ゆ』として戦後出版）と三島に共通する自己凝視の平静さを見ながら、次のように考察している。
三島と同じ1925年（大正14年）生まれの中康弘通も、小学校入学の年の満洲事変が始まり、戦争が当たり前だった時代に育った世代にとって死は必然であり「如何に死ぬべきか」が命題だったとし、中康自身も、戦後は生き残り、死に遅れの負い目を感じながら、旧友らの戦死の報がある度にその負い目が深まり、観念の中で彼らがインモータル（不死身）なエリートのように思えた経験から、三島にもそうした青春の傷が心にずっと留まっていたのではないかと述べている。そして、中康自身が古典や乱世の尊皇思想に美学を求め切腹研究に没入したように、三島も世界の中での日本を拡大し日本文学に邁進する蔭で、自身の中の日本を求め、彼の生き方のテーマでもあった日本人の死に方、「日本人が生命を賭けて何かを行なうときのセレモニー」、「敗者が死ぬ前に、屈辱を補償するための最高のセレモニー」である切腹をすることが彼の心に蔵されている理想の天皇への忠心でもあったとしている。
1992年4月から1994年1月までの1年8か月日本に滞在していたというインド人ビジネスマンのM.K.シャルマは、三島の行動について、「彼（三島）は小説家としてこの世でありとあらゆる栄光を手に入れたが、戦時に自分が『兵隊にならなかった』というコンプレックスから逃れることはできなかった。兵役を逃れたことは男児としての証明に欠けるだけでなく、彼にとって、民族の一人としての資格に欠けることだったのだろう。この劣等感は、名声を手に入れれば入れるほど、彼の心に強く自嘲の念を与えたのにちがいない」と述べている。
上田三四二は、新聞に掲載された三島の首と森田の首が並んで置かれている写真を見た印象から「三島由紀夫氏はナルキッソスのように死んだのだと思う」とし、夭折に憧れながらも、死ぬに足る肉体がなく20歳で死ぬことをできなかった三島が、「その若い同行者」に自分と同一者を見つけ、「その生きのびてきただけの時間を逆に巻いて、自らの夭折の完成を、傍らの若者に託している」ような印象を受けたとしている。

## なぜ「11月25日」だったのかについての見解
11月25日という決行日については、研究者によっていくつかの見解があり、なぜその日を三島が選んだのかについての様々な面からの推察がある。
まず、新暦の1970年（昭和45年）の11月25日を旧暦に換算してみると10月27日になるため、三島が尊敬していた吉田松陰の刑死の日付（旧暦10月27日）と同じ日になるようにしたのではないかという見解が伊沢甲子麿をはじめとして多くある。吉田松陰の刑死の日を新暦にすると11月21日になるが、三島が死んだ日の方を旧暦に換算すると10月27日になる。
また11月25日は、大正天皇の重患に伴い、1921年（大正10年）に皇太子の裕仁親王（昭和天皇）が摂政に就いた日付であることと、その昭和天皇が戦後に「人間宣言」をしたのが45歳になる年だったことから、同じ年齢で人間となった天皇の身代りになって死ぬことで、「神」を復活させよう、自分が神になりかわろうという意図があったとする考察がある。
この説を唱える安藤武や柴田勝二らは、二・二六事件で決起した将校の1人の磯部浅一が、自分たちの至誠の行動を昭和天皇に認めてもらえなかったことに悲憤し自ら神となることを決意しながら処刑されたことに三島が同情していたことや、ある種の昭和天皇批判を含んだ『英霊の聲』を書いていたことなどを踏まえ、三島が自ら命を絶つことで戦後社会への警告を発するとともに、三島の行為も昭和天皇に代わって「神となる」行為だったのではないかと考察している。
この考察に影響を与えた先駆者の松本健一は、文芸評論家の磯田光一が三島事件の約1か月前に三島に会った際に「本当は宮中で天皇を殺したい」「腹を切る前に」という話を三島から聞いたというエピソードと、磯部と対談した島田雅彦がその話題直前に、「三島由紀夫は天皇になりたかったのじゃないかと思う。つまり天皇と自分を同一化してしまいたかったのではないか」と言っていたことをヒントに、実際には殺すことは不可能であるから、三島は観念のうちで昭和天皇を抹殺し、代わりに自分が死ぬことで、戦後の人間天皇を消滅させ、自らが理想とする「美しい天皇」のイメージを心に抱きながらあの世へと旅立ったという考察をしている。
また、三島の遺骨が多磨霊園の墓に埋葬された日が四十九日にあたり、ちょうど三島の46歳になるはずだった1月14日であった点も着目されている。小室直樹は、三島の遺作『豊饒の海』の第二巻『奔馬』の中で本多が、清顕が死んだ後の中有の期間に勲が生れた可能性を考えている場面があることを挙げながら、11月25日の49日後が、翌年1月14日の三島の誕生日であったことから、三島が転生のための中有の期間を定めていたのではないかとしており、舩坂弘もこれと同じ中有説を述べている。
また、三島が戦後を生きるために〈飛込自殺を映画にとつてフィルムを逆にまはすと、猛烈な速度で谷底から崖の上へ自殺者が飛び上つて生き返る〉という〈生の回復術〉〈裏返しの自殺〉として発表した『仮面の告白』の起筆日が1948年（昭和23年）11月25日であったことも指摘されている。井上隆史は、その同じ日付に死ぬことで三島が戦後の創作活動のすべてを解体し、〈死の領域〉に戻る意味があった考察している。
ちなみに偶然ではあるが、三島が『青の時代』のモデルにした光クラブ事件の山崎晃嗣が青酸カリで服毒自殺した日も11月25日であったことが指摘されている。

## 三島の行動の日本の歴史や文学史における位置づけなどに関する様々な見解
吉本隆明は、左翼ラジカリズムが「三島に先をこされた」「左翼もまけずに生命知らずを育てなければならぬ」と言ったり、右翼学生が「三島由紀夫のあとにつづけ」と言ったり、市民主義者が「生命を大切にすべきである」と言ったりする反応を「三馬鹿大将」とし、この種の反応はいずれにせよ、たいしたものではないと前置きした上で、「真の反応は三島の優れた文学的業績の全重量を一瞬のうち身体ごとぶつけて自爆してみせた動力学的な総和によって測られる」として以下のように述べている
秋山駿は、三島を「死後に成長する作家」だと言い、それは「彼の存在あるいは作品が、死後もずっと長く、常により新しい現代的な問題を孕んで再生してくるから」であり、時代の曲がり角のような出来事がある度に、「三島由紀夫が生きていたら、何を考えただろう、何を言ってくれただろう」と思わせ、「不在が輝きを発している」作家であるとしている。そして、三島の言葉は「同じようなことを言う他者の声を、すべて凡庸にせしめる」特徴があり、それはあたかも、「美女がそこに居合わせた他の女性をすべて凡庸化せしめる」ような、彼の「天稟の一つの顕われ」だったと述べている。
島田雅彦は、三島が『文化防衛論』のような論文を書き、そうした「イデオロギーを支えるべく言葉の伽藍」を小説において創作しながら、その一方で「サブカルチャーの帝王としてのポジション」を作っていった理由は、安保反対左翼全盛の時代にイデオロギーをストレートに出しても全面的に支持が得られるはずもないため、民主主義的に支持を取りつけなければならなかったからだと考察し、それは「戦後民主主義の守護神」という位置を占めるようになった「戦後の天皇そのものの隠喩」を、三島自らが体現しようとしたのではないかと述べている。そしてそのやり方は、石原慎太郎のように文学者が政治にかかわるという方向ではないが、「一人で三島党みたいなものの勢力を伸ばしていく手口」であり、三島の意識の中でイデオロギーと「有機的に矛盾なく結びついていたのかもしれないという意味での政治」なのだと論じている。
また島田は、今日の文学が、「この日本を変えるとか、日本の政治を変えるという政治的な野心」から遠く離れてしまったことに触れつつ、以下のような見解を述べている。
ジョン・ネイスンは、自身の三島評伝の旧版で三島の死をもっぱら個人の病理とだけ解釈した誤りを反省しつつ、新版では、三島の死は、彼が生涯にわたって幻想した英雄的な殉死へのエロティックな陶酔という個人的な切望に関わっているのと同時に、日本の近現代史における一つの「国民的苦悩」の明快で適切無比な表出であり、「文化的廃嫡の苦悩」でもあったとしている。ネイスンは、三島の一生は、日本が黒船来航により開国を余儀なくされられて以来ずっと病んできた「文化的両価性の範型」、すなわち、生来的・先天的・伝統的日本文化と、それとは折り合わない欧米からの異種の外来文化とをなんとか融合させ真正の「自己（セルフ）」を見出そうとする「国民的争闘」と、その異質の文化との綜合の模索のための絶え間ない消耗のあまり時には無力状態さえもたらす「両極振動」の「国民的苦悩」の範型と見なせると歴史的側面から考察し、また、三島の「優美で華麗な表現力をそなえた日本語は、多少熟れすぎではあったが、骨の髄まで日本的であった」としている。
アイヴァン・モリスは、三島が崇拝し惹かれた人物、例えば大塩平八郎や特攻隊の若者たちは、現実社会で偉業を成し遂げた成功者ではなく、「勇気ある敗者」であったが、そのような「勇気ある敗者」に惹かれる傾向は三島特有の個人的性癖ではなく、日本人の国民性の中に深く根ざした感情であり、古来より日本人は純粋な自己犠牲の行為や、その誠心ゆえに没落する者の姿に、独特の気高さを認めてきたことに触れつつ、三島の最期は、その日本人の英雄観の伝統のシナリオに密着した行為であり、三島の動機がどのように解釈されようとも、「彼の決断には精神と肉体の両面での勇気が表れていた」とし、日本史における英雄群像の系譜に確実に連なるものであると述べている。そして三島が一般に英雄として認識されるかどうかは後世の人々にしか決められないとして、以下のように考察している。
保阪正康は、昭和史における三島の位置づけとして橘孝三郎と三島の共通点に着目し、両者の共通点は、三島と二・二六事件の指導者・北一輝や青年将校らとの共通点よりも、はるかに多いと述べている。保阪は、橘も三島も自分の生きている時代は「擬態」（日本人の魂が抜けていく空間）であると確信するに至った点と、資本主義もその裏側でしかない共産主義も、日本人の本性に反していると考えていた点が同じであり、その「擬態」という認識が次第に怨嗟に近いほどの感情になり、それが行動への渇望になったことも共通すると考察している。また保阪は五・一五事件の取材のため1973年（昭和48年）に橘と面会したおりに、元楯の会の会員たちが農本主義と天皇論の勉強のために、橘の家に通っていることや、自身の孫が元楯の会会員だったことを聞かされた。
田中美代子は、三島が遺稿『壮年の狂気』の中で、〈現代一般の政治家・実業家・知識人はそれほど正気であり、それほど児戯から遠くにゐるだらうか〉と「三無事件」に触れながら反問し、〈狂気の問題提起は、正気だと思つてゐる人間の狂気をあばくところにある〉と記していたことを挙げながら、「実際〈檄〉の指摘する沖縄問題もいまだに解決をみず、現憲法はいわばゴルディウスの結び目であり、三島事件は、内外の情勢に照らし、改憲の不可能を見極めた故に、自ら〈文化〉を体現しつつ、〈政治〉と刺違えた象徴的行動だった」と考察している。
磯田光一は、三島のなかに、「戦後の安定した社会のなかで風化をつづける文化状況への反発、戦後国家のはらんでいる矛盾への挑戦」があり、それが「時代の価値観に逆行する道を行く動因の一つ」になったと述べている。そして、その小説家の生涯がたとえ「三島由紀夫」という名の「仮面劇」であったとしても、「その仮面のそなえていた妥協を知らない歩み」は、三島が唱えた政治思想の評価に多くの問題が残されているにせよ、その行為は「その芸術上の豊かな達成とともに、人間の精神的価値を証明しようとする誠実な試みの一つであった」として、「自身の行為を時代へのアンチテーゼと意識していた三島は、その評価をのこされた人びとにゆだねたのである」と考察している。

## ジョン・ベスターとの未公開の対談
三島事件から約46年経った2017年（平成29年）1月12日、TBSはイギリスの翻訳家ジョン・ベスターと三島の対談が録音されたテープを発見したことを発表した。テープは三島の死の9か月前となる1970年（昭和45年）2月19日に録音されたもので、放送禁止扱いとしてTBS社内のアーカイブ部門で保管されていた。
対談の中で三島は〈死がね、自分の中に完全にフィックスしたのはね、自分の肉体ができてからだと思うんです。（中略）死の位置が肉体の外から中に入ってきたような気がする〉、〈平和憲法です。あれが偽善のもとです。（中略）憲法は、日本人に死ねと言っているんですよ〉と、自身の死生観や文学や憲法について触れ、行動については自身をピエロに喩え、後世に理解を委ねるかのような以下の発言をしている。

## 裁判での陳述など
生き残った3人への公訴は、嘱託殺人、傷害、監禁致傷、暴力行為、職務強要など刑事訴訟法の枠内の外形的なものに留まり、改憲論議については、法廷自体意見を左右し、支援団体（全国学協、日本青年協議会、11・25義挙正当裁判要求闘争実行委員会など）が三島の論文『問題提起』を提出したにもかかわらず、弁護団も「現行憲法の批判は司法裁判所の関与するところではない」として証拠物件とはしなかった。
大越護弁護人は最終弁論で、「国家のためにする緊急救助の法理」の適用を主張したが、櫛淵理裁判長は、「国家公共機関の有効な公的活動を期待しえないだけの緊急な事態が存在していたとは到底認められない」として被告らは懲役4年の実刑となった。なお、被告らの裁判中の陳述などは以下のものである。
小賀正義
「いまの世の中を見たとき、薄っぺらなことばかり多い。真実を語ることができるのは、自分の生命をかけた行動しかない。先生（三島）からこのような話を聞く以前から、自分でもこう考えていた。憲法は占領軍が英文で起草した原案を押しつけたもので、欺瞞と偽善にみち、屈辱以外のなにものでもない。（中略）日本人の魂を取戻すことができるのではないかと考え、行動した。しかし、社会的、政治的に効果があるとは思わなかった。三島先生も『多くの人は理解できないだろうが、いま犬死がいちばん必要だということを見せつけてやりたい』と話されていた。われわれは軍国主義者ではない。永遠に続くべき日本の天皇の地位を守るために、日本人の意地を見せたのだ」
「天皇の地位は、天皇が御存在するが故に、歴史的に天皇なのであって、大統領や議員を選ぶように多数決で決まるものではないのです。菊は菊であるからこそ菊なのであって、どのようにしてもバラにすることはできないのと同様に、天皇を選挙やそれに類するもので否定することはできないのです。それなのに（国民の）『総意に基づく』とあるのは現行憲法が西洋の民主概念を誤って天皇に当てはめ、天皇が国民と対立するヨーロッパの暴君のように描き出したアメリカ占領軍の日本弱化の企みです。それ故、現行憲法を真に日本人と自覚するならば黙って見過ごすわけにはできないはずです。三島先生と森田大兄の自決は、この失われつつある大義のために行なった至純にして至高、至尊な自己犠牲の最高の行為であります。『死』は文化であるといった三島先生の言葉は、このことを指していたのではないかと思います」
小川正洋
「自衛隊が治安出動するまでの空白を埋めるのが、楯の会の目的だった。国がみずからの手で日本の文化と伝統を伝え、国を守るのを憲法で保障するのは当然である」
「三島先生の『右翼は理論でなく心情だ』という言葉はとてもうれしいものでした。自分は他の人から比べれば勉強も足りないし、活動経験も少ない。しかし、日本を思う気持だけは誰にも負けないつもりだ。三島先生は、如何なるときでも学生の先頭に立たれ、訓練を共にうけました。共に泥にまみれ、汗を流して雪の上をほふくし、その姿に感激せずにはおられませんでした。これは世間でいう三島の道楽でもなんでもない。また、文学者としての三島由紀夫でもない。（中略）楯の会の例会を通じ、先生は『左翼と右翼との違いは“天皇と死”しかないのだ』とよく説明されました。『左翼は積み重ね方式だが我々は違う。我々はぎりぎりの戦いをするしかない。後世は信じても未来は信じるな。未来のための行動は、文化の成熟を否定するし、伝統の高貴を否定する。自分自らを、歴史の精華を具現する最後の者とせよ。それが神風特攻隊の行動原理“あとに続く者ありと信ず”の思想だ。（中略）武士道とは死ぬことと見つけたりとは、朝起きたらその日が最後だと思うことだ。だから歴史の精華を具現するのは自分が最後だと思うことが、武士道なのだ』と教えてくださいました。（中略）私達が行動したからといって、自衛隊が蹶起するとは考えませんでしたし、世の中が急に変わることもあろうはずがありませんが、それでもやらねばならなかったのです」
古賀浩靖
「戦後、日本は経済大国になり、物質的には繁栄した反面、精神的には退廃しているのではないかと思う。思想の混迷の中で、個人的享楽、利己的な考えが先に立ち、民主主義の美名で日本人の精神をむしばんでいる。（中略）その傾向をさらに推し進めると、日本の歴史、文化、伝統を破壊する恐れがある。（中略）この状況をつくりだしている悪の根源は、憲法であると思う。現憲法はマッカーサーのサーベルの下でつくられたもので、サンフランシスコ条約で形式的に独立したとき、無効宣言をすべきであった」
「現実には、日本にとって非常にむずかしい、重要な時期が、曖昧な、呑気なかたちで過ぎ去ろうとしており、現状維持の生温い状況の中に日本中は、どっぷりとつかって、これが、将来どのような意味を持っているかを深く、真剣に探ることなく過ぎ去ろうとしていたことに、三島先生、森田さんらが憤らざるを得なかったことは確かです」
「狂気、気違い沙汰といわれたかもしれないが、いま生きている日本人だけに呼びかけ、訴えたのではない。三島先生は『自分が考え、考え抜いていまできることはこれなんだ』と言った。最後に話合ったとき、『いまこの日本に何かが起こらなければ、日本は日本として立上がることができないだろう、社会に衝撃を与え、亀裂をつくり、日本人の魂を見せておかなければならない、われわれがつくる亀裂は小さいかもしれないが、やがて大きくなるだろう』と言っていた。先生は後世に託してあの行動をとった」
大越護弁護人
「まれにみる鋭敏な頭脳の持主である三島の脳裏には、この美しい日本が、ガラガラと音をたてて崩れてゆく姿が、捉えられていたに違いない。三島の畢生の大作『豊饒の海』これと同名の月の海は、その名の華麗さに似ず、死の海であり、廃墟の世界である。これと同様、三島の脳裏には、経済的には益々豊かになる日本が、精神的には月の海のように荒廃してしまうのが映っていた。われわれは、その危機の一つを最近、連合赤軍の事件で示された。あの事件こそ、道義が根底から失われていることを、最も端的に示すものである。三島の親友である村松剛は、その著書『三島由紀夫―その生と死』に、『日本人は繁栄のぬるま湯につかり、氏の頼みとしていた自衛隊も、当にはならなかった。どうしたらこの事態を動かし得るか、氏は死をもって諌める道を選んだ』と書いている。こうして、三島と森田は、割腹自決をし、社会を覚醒させようとした」

## 三島の遺書
三島が楯の会会員・倉持清（1期生、第2班班長）に宛てた遺書は、事件の日の夜に、瑤子夫人から倉持清に手渡された。倉持は、決起した会員4名同様に三島から信頼されていた人物であった。
三島は倉持から仲人を依頼され快諾していたために、〈蹶起と死の破滅の道へ導くこと〉、〈許婚者を裏切つて貴兄だけを行動させること〉は不可能だったことを伝え、人生を生きてもらいたいことを遺言した。
この倉持への封書と共に同封されていた楯の会会員一同宛ての遺書は、事件翌日11月26日に代々木の聖徳山諦聴寺で営まれた森田必勝の通夜の席で、皆に回し読みされ。これを読んだ会員たちは、残された者への三島の思いやりが伝わってきたと回想している。

## その他・エピソード

### 三島に関して
三島は自決1週間前の11月18日夜に、大田区南馬込の自宅で古林尚による1時間余りの対談インタビューに応じた。この時、話題が楯の会に及ぶと〈いまにわかります〉と2、3度繰り返し、古林が『豊饒の海』の次の今後の予定を聞くと、〈いまのところ、次のプランは何もないんです〉と語った。
古林はこの日のことを振り返り、三島が、「ほんとうに、なんにも、予定がない」と言った時の顔を、「あれほど淋しそうな顔を、私はみたことがない」と語り、三島が「敗戦より妹の死のほうが、ショックだったと書いたのは、ウソで、敗戦は非常にショックだったのです。どうしていいのかわからなかった」とも言っていたと回想している。
なお、古林との最後の対談の終盤で三島は、〈ぼくは自分をもうペトロニウスみたいなものだと思っているんです。そして、大げさな話ですが、日本語を知っている人間は、おれのゼネレーションでおしまいだろうと思うんです。日本の古典のことばが体に入っている人間というのは、もうこれからは出てこないでしょうね〉と言っていたが、この三島の想起していたペトロニウス（ローマ皇帝ネロの側近）の人物像は、ヘンリク・シェンキェヴィチの歴史小説『クォ・ヴァディス』におけるペトロニウス（ネロを痛烈に批判した後に自死）であろうと徳岡孝夫は指摘している。

### その他
事件に参加した古賀浩靖の父親は事件当時、「生長の家」本部の講師をし、古賀自身も入信していた。出所後に古賀に会ったという元楯の会の会員の伊藤邦典が、「あの事件で、何があなたに残ったか」を訊ねると、古賀はただ掌を上に向けて、何かの重さ（三島と森田の首の重さ）を持つようにしてじっとそれを見詰めていただけだったという。
市谷記念館でツアーガイドの仕事をしていた葛城奈海によると、東部方面総監室（旧陸軍大臣室）から天皇の「御休憩所（旧便殿の間）」に向かって、両部屋の前の廊下を移動して行く三島と森田必勝の霊と思われる「黒い影」を見たことがあるという。
1949年（昭和24年）に発生した弘前大学教授夫人殺人事件では、三島事件に影響を受けて1971年（昭和46年）に真犯人が名乗り出たため、冤罪で懲役囚になっていた人物は、後に再審が開かれ無罪判決となった。
三島事件の後、何人かの高校生が後追い自殺をしたという新聞記事があり、翌年1971年（昭和46年）9月には、八王子の高校生が三島の著書2冊を抱えて、校庭でガソリンをかぶって焼身自殺した記事も毎日新聞で報道された。
三島の作品を多く出版していた新潮社では、事件後にある若い編集者が、「三島さんの死とともに僕も終ったのだ」と言い残して職場を去っていったという。
猪瀬直樹によると、信州大学で新左翼の学生運動をしていた猪瀬が、安保闘争が終り東京に来てビル建設現場の片付けやクリーニングなどの最終工程を請け負う人材派遣の仕事をしていた1972年頃、アルバイト募集でやって来たヒッピー風のもの静かなSと隅田川沿いの材木倉庫で何日か一緒に作業をしたことがあったが、ある日の昼食後の会話の時にSが猪瀬に「三島由紀夫をどう思う？」と質問した。Sは猪瀬が戦前の日本浪曼派に少し詳しいことを知って親近感を抱いていたようだった。Sは質問というより独り言のように話し始め、「三島は凄いよな、死んじゃうんだもんな」、「ほんとうにやるんだものな」と低い声で、ぽつりぽつりと語っていたという。その後1974年に起きた三菱重工爆破事件をはじめとする連続企業爆破事件で逮捕された東アジア反日武装戦線のメンバーの顔写真や経歴が新聞で報道され、その中にあの時のSがいるのに猪瀬は驚いた。S（齋藤和）は逮捕される寸前に青酸カリで服毒自殺した唯一のメンバーだった。猪瀬はそのSの自殺を三島の影響だと解釈している。
俳優の高倉健は三島事件に触発され、三島の映画を製作する予定だったという。高倉健と親しかった横尾忠則によると、具体的プランも煮詰まり、高倉健はロサンゼルスへ何度も渡航していたとされ、「次第に健さんのなかに三島さんが乗り移っていくかのようで、僕は三島さんの霊が高倉健さんに映画を作らせようとしているのだなと感じていました」と横尾は述懐している。ところが土壇場で瑤子未亡人の了解が得られず映画製作を断念せざるを得なくなった。仕方なく高倉健は横尾に電話してきて、多磨霊園に一緒の墓参りに行きましょうと誘い、「カメラを持ってきて下さい。一緒に撮りましょう」と言ったという。
1988年に、ロシア語に翻訳した三島の『憂国』と、三島の伝記を綴ったエッセイを雑誌に掲載したボリス・アクーニンによると、ミンスクの刑務所にいた1人の囚人が、そのエッセイと『憂国』を読んだ後、スプーンで割腹自殺した事件があったという。また、ロシアの作家のエドワルド・リモノフは、三島由紀夫と楯の会に影響を受けて、国家ボリシェヴィキ党を結成し、「ロシアの三島」と呼ばれていた

## 三島事件前後の日本に関する社会的出来事
出典は
- 1958年11月9日　岸信介総理大臣、アメリカNBCのブラウン記者に「憲法9条廃止の時」と言明。
- 1958年12月　共産主義者同盟結成（第一次ブント）
- 1959年11月27日　安保阻止を叫ぶデモ隊2万人が国会議事堂構内に突入（安保改定阻止統一行動）。
- 1960年1月19日　新安保条約調印。
- 1960年10月12日　社会党委員長・浅沼稲次郎が右翼少年の山口二矢に刺殺される（浅沼稲次郎暗殺事件）
- 1961年2月1日　深沢七郎の短編「風流夢譚」掲載を巡って中央公論社社長・嶋中鵬二私邸に右翼少年Kが乱入し家政婦と夫人を殺傷（嶋中事件）。
- 1961年12月12日　旧大日本帝国陸軍出身者らによるクーデター未遂事件が起る（三無事件）。
- 1963年7月15日　右翼活動家の野村秋介らが自民党の河野一郎私邸に侵入し放火（河野一郎邸焼き討ち事件）。
- 1964年10月16日　1964年東京オリンピック開催中、中華人民共和国がタクラマカン砂漠で初の原爆実験。世界5番目の核保有国となる（596 (核実験)）。
- 1965年6月22日　日韓基本条約調印。
- 1965年7月30日　谷崎潤一郎が死去。
- 1966年12月17日　中核派、社学同、社青同解放派による三派系全学連結成。
- 1967年2月11日　初の建国記念の日。
- 1967年2月28日　三島由紀夫、川端康成、安部公房、石川淳が中国の文化大革命に抗議声明。
- 1967年4月15日　東京都知事に社会党・共産党推薦の美濃部亮吉が当選。
- 1967年6月17日　中華人民共和国が初の水爆実験。
- 1967年11月　佐藤栄作首相・リンドン・ジョンソン大統領の会談。安保・沖縄などの問題に関する日米共同声明（羽田事件）。由比忠之進が首相官邸前で焼身自殺。
- 1968年1月　アメリカ原子力空母エンタープライズが佐世保入港（佐世保エンタープライズ寄港阻止闘争）。
- 1968年1月9日　マラソン選手・自衛官の円谷幸吉が自殺。
- 1968年2月20日-24日　在日朝鮮人による金嬉老事件。
- 1968年3月　反日共系学生が東大安田講堂を占拠し、卒業式が中止（東大紛争）。
- 1968年3月　航空自衛隊自動警戒管制組織の“情報漏えい事件”容疑者・航空幕僚監部防衛課長の1佐逮捕、上司の空将補自殺。
- 1968年10月17日　川端康成がノーベル文学賞受賞決定。
- 1968年10月21日　国際反戦デーに約30万人参加（新宿騒乱）。
- 1968年11月4日-12日　全共闘による林健太郎監禁事件。
- 1968年12月10日　偽の白バイ隊員が東京芝浦電気（現・東芝）府中工場のボーナス約3億円を強奪（三億円事件）。
  - 1968年は各地で学園紛争（日大紛争、明大紛争）、安保闘争、ベトナム反戦デモが激化。
- 1969年1月2日　皇居の一般参賀の最中、バルコニーの昭和天皇がパチンコで狙われる事件が発生（昭和天皇パチンコ狙撃事件）。
- 1969年1月18日-19日　東大安田講堂事件。東京大学の入試が中止。
- 1969年2月11日　自衛官江藤小三郎が遺書「覚醒書」を残し焼身自殺。
- 1969年8月28日　共産主義者同盟赤軍派結成。
- 1969年10月21日　国際反戦デーに全国で約86万人が参加（10.21国際反戦デー闘争）。
- 1969年11月　佐藤栄作首相が沖縄返還のため渡米。日米共同声明（佐藤首相訪米阻止闘争）。
- 1969年11月15日　作家・翻訳家の伊藤整が病没。
  - 1969年は沖縄返還闘争、本土復帰運動が昂揚。学園紛争が激化。
- 1970年2月3日　日本が核拡散防止条約（NPT）に署名。
- 1970年3月14日-9月13日　大阪府吹田市で日本万国博覧会が開催。
- 1970年3月31日　赤軍派の学生によるよど号ハイジャック事件。
- 1970年5月13日-14日　広島の宇品港で瀬戸内シージャック事件。
- 1970年6月23日　日米安全保障条約自動延長決定。
- 1970年7月14日　「日本の呼称」＝「ニッポン」が閣議決定。
- 1970年8月3日　渋谷で中核派約60人と、革マル派約100人が大乱闘（東京教育大学生リンチ殺人事件）。
- 1970年8月19日　アカシア便ハイジャック事件。
- 1970年9月　新潟大学教授がスモン病の原因を整腸剤キノホルムと断定。
- 1970年10月　佐藤栄作が自民党総裁選で4選して内閣を続投。
- 1970年11月22日　ジャーナリスト・作家の大宅壮一が病没。
- 1970年11月25日　陸上自衛隊市ヶ谷駐屯地で三島事件。
- 1970年12月20日　沖縄中部のコザ市（現：沖縄市）でコザ暴動。
- 1971年1月24日　築地本願寺で三島由紀夫の本葬。
- 1971年1月29日　尖閣諸島反日デモ（米国）。
- 1971年2月22日-3月6日、9月16日-9月20日　成田空港予定地の代執行
- 1971年6月17日　沖縄返還協定調印。
- 1971年7月　キッシンジャーが日本にも極秘で訪中。
- 1971年7月31日　北朝鮮不審船事件（石川）。
- 1971年9月25日　中核派系組織「沖縄青年委員会」による第1次坂下門乱入事件。
- 1971年11月　沖縄返還協定反対のゼネストに10万人が参加（沖縄ゼネスト警察官殺害事件、渋谷暴動事件）。
- 1972年1月24日　グアムで横井庄一元軍曹が発見される。
- 1972年2月3日-13日　北海道札幌市周辺で第11回冬季オリンピック開催。
- 1972年2月21日　米中和解。
- 1972年2月19日-28日　連合赤軍によるあさま山荘事件。
- 1972年4月15日　西山事件（外務省機密漏洩事件）の両容疑者起訴。
- 1972年4月16日　川端康成が逗子市の仕事場でガス自殺。
- 1972年5月15日　沖縄返還。
- 1972年9月29日　日中国交正常化。

## 三島事件前後に勃発した世界のクーデター・戦争・暗殺・テロ・事件
出典は
- 1962年10月22日　キューバ危機。
- 1963年11月1日 – 2日　ベトナム共和国（南ベトナム）でクーデター。ゴ・ディン・ジエムが殺され政権が倒れる（1963年ベトナム共和国の軍事クーデター）
- 1963年11月22日　アメリカ大統領・ジョン・F・ケネディが暗殺（ケネディ大統領暗殺事件）。
- 1965年2月7日　アメリカ軍によるベトナム北爆開始（ベトナム戦争）。
- 1965年2月21日　マルコムXが暗殺。
- 1966年2月21日 - 23日　シリア・クーデター。
- 1966年5月16日　中国文化大革命が始まる。
- 1967年6月5日　第三次中東戦争。
- 1967年10月8日　チェ・ゲバラがボリビアで処刑。
- 1968年4月4日　キング牧師が暗殺。
- 1968年6月5日　上院議員のロバート・ケネディ（ジョン・F・ケネディの弟）が暗殺（ロバート・ケネディ暗殺事件）
- 1968年7月17日　イラクで7月17日革命。
- 1968年8月20日　ソ連率いるワルシャワ条約機構軍がチェコスロバキア侵攻（プラハの春）。
- 1969年8月29日　パレスチナ解放人民戦線のライラ・カリドがアメリカ旅客機をハイジャック（トランス・ワールド航空840便ハイジャック事件）。
- 1969年9月1日　カッザーフィーがリビアでクーデター。
- 1969年10月　ソマリア・クーデター。
- 1970年3月18日　カンボジア・ロン・ノルによるクーデター。
- 1970年11月13日　シリア・アル＝アサドによるクーデター。
- 1970年11月25日　三島事件。
- 1971年9月13日　中華人民共和国林彪事件（クーデター失敗）。
- 1971年11月17日　タイ・タノームの自己クーデター。
- 1973年9月11日　チリ・クーデター。
- 1973年10月14日　タイ・学生クーデター。
- 1974年4月25日　ポルトガル・カーネーション革命。

## 三島事件を題材・ヒントにしている作品

### 映画
- Mishima: A Life In Four Chapters
  - 1985年（昭和60年） 日本未公開
  - 製作会社：フィルムリンク・インターナショナル、アメリカン・ゾエトロープ、ルーカスフィルム。
  - 監督：ポール・シュレイダー。音楽：フィリップ・グラス。美術：石岡瑛子。
  - 出演：緒形拳（三島由紀夫）、塩野谷正幸（森田必勝）、三上博史（小賀正義）、立原繁人（古賀浩靖）、Junya Fukuda（小川正洋）、織本順吉（益田総監）、江角英明（副官(沢本三佐)）、穂高稔（大佐(吉松一佐)）ほか
  - ※ 第4部「文武両道（harmony of pen and sword）」内で、事件当日の演説・自決などを映像化。また、「フラッシュバック（回想）」部分で自衛隊体験入隊、F104試乗、楯の会パレードなどの挿話部分をモノクロで映像化。
- 11・25自決の日 三島由紀夫と若者たち
  - 製作：若松プロダクション、スコーレ株式会社
  - 2012年（平成24年）6月封切。
  - 監督：若松孝二。出演：井浦新（三島由紀夫）、満島真之介（森田必勝）、寺島しのぶ（平岡瑤子）、永岡佑（小賀正義）、岩間天嗣（古賀浩靖）、鈴之助（小川正洋）、渋川清彦（持丸博）、大西信満（倉持清）、中泉英雄（田中健一）、小林優斗（上田茂）、長谷川公彦（徳岡孝夫）、小林三四郎（舩坂弘）、吉澤健（益田総監）、ほか

### テレビ
- ニュードキュメンタリードラマ昭和 松本清張事件にせまる「三島由紀夫自決事件」
  - ANN系列
  - 1984年（昭和59年）9月13日 木曜日 22:00 - 22:54
  - 監修：松本清張。企画：外崎宏司、勝田祥三、塚田芳夫。企画構成・藤井康栄、林悦子。
  - 主題歌・テーマ音楽作曲：ツトム・ヤマシタ。制作：国際放映、ANB。
  - 出演：美輪明宏（丸山明宏）

### 漫画
- 夕やけ番長 第15集「文武両道」
  - 原作：梶原一騎 漫画：荘司としお
  - アキレス腱を切ってスポーツ特待生の道を絶たれてしまった主人公・赤城忠治の元に級友であるインテリの青木輝夫が三島由紀夫の自殺の知らせを告げ、大いにショックを受ける場面が描かれており、三島を尊敬していた青木は「憂国の切腹だよ。諌死だ！」と泣き叫び、劇中でも6頁に渡って三島の演説から切腹に至るまでの描写が描かれている。
また、三島事件を聞いて、日本の魂のために命を捨てた三島に感動した赤城が「俺もその魂を追っかけるぜ！」と決意し、それを見た青木は「ああ、いま……かつて国定忠治を尊敬していた男が日本の生んだ巨大なる知性、三島由紀夫を志向したのだ」と感じ、「自衛隊へいって三島先生は日本の魂をよびかけたがその死をかけた声をだれも聞いてくれなかった………が、だがよ、おれにゃ聞こえたぜ」と涙ながらに語る赤城の姿が描かれている。

### 小説
出典は
- みずから我が涙をぬぐいたまう日（大江健三郎）
  - 『群像』1971年10月号に掲載。のち『みずから我が涙をぬぐいたまう日』（講談社、1972年10月）に所収。
- 三島由紀夫の首（武智鉄二）
  - 都市出版社から1972年刊行。関東上空を飛行する三島の首が、平将門の首と論争する怪奇譚。
- 帰らざる夏（加賀乙彦）
  - 講談社から1973年7月刊行。谷崎潤一郎賞受賞。加賀は『帰らざる夏』の構想中に起った三島事件について、「それは私が小説で書こうと思っていた出来ごとが、ふいに現実となったような驚きを私に与えた。三島事件は当然私の筆に影響し、緊張を与えた」と語っている[472]。
- 菊帝悲歌――小説後鳥羽院（塚本邦雄）
  - 集英社から1978年5月刊行。
- 優しいサヨクのための嬉遊曲（島田雅彦）
  - 福武書店から1983年8月刊行。
- 倉橋由美子の怪奇掌篇（倉橋由美子）
  - 潮出版社から1985年2月刊行。
- 帝都物語（荒俣宏）
  - 角川書店から1986年刊行。「6 不死鳥篇」（新装版の「第四番」）、「7 百鬼夜行篇」「8 未来宮篇」（新装版の「第伍番」）に登場する。霊的防衛を叫んで自決した三島の霊が、平将門の地霊と対決。「9 喪神篇」（新装版の「第六番」）で大沢美千代という女性に転生。
- ポポイ（倉橋由美子）
  - 福武書店から1987年9月刊行。
- ミイラになるまで（島田雅彦）
  - 『中央公論文芸特集』1990年冬号に掲載。のち『アルマジロ王』（新潮社、1991年4月）に所収。
- 伝説――夏の朝、幻の岸辺で（中山雅仁）
  - 河出書房新社から1993年12月刊行。
- 天啓の宴（笠井潔）
  - 双葉社から1996年11月刊行。
- さよなら、ハニー（中山紀）
  - 新風舎から1998年1月刊行。
- もうひとつの憂國（荻原雄一）
  - 夏目書房から2000年11月刊行。森田必勝による介錯が失敗し苦しむ三島を見かねた益田兼利総監が実はとどめの介錯をしていたことを、総監自らの霊が回想するフィクションの物語。
- ふくみ笑い（町田康）
  - 『群像』2002年11月号に掲載。のち『権現の踊り子』（講談社、2003年3月）に所収。
- 第二部 僕のお腹の中からはたぶん「金閣寺」が出てくる。（舞城王太郎）
  - 『群像』2003年3月号に掲載。のち『「鍵のかかった部屋」をいかに解体するか』（バジリコ、2007年3月）に所収。
- ファンタジスタ（星野智幸）
  - 集英社から2003年3月刊行。
- ロンリー・ハーツ・キラー（星野智幸）
  - 中央公論新社から2004年1月刊行。
- さようなら、私の本よ!（大江健三郎）
  - 講談社から2005年9月刊行。
- 無間道（星野智幸）
  - 集英社から2007年11月刊行
- 蒼白の月（広瀬亮）
  - 文芸社から2009年2月刊行。
- 水死（大江健三郎）
  - 講談社から2009年12月刊行。
- 憂国者たち――The patriots（三輪太郎）
  - 講談社から2015年11月刊行。

### 詩・和歌
- 哭三島由紀夫（浅野晃、1971年）- 弔文「虹の門」の結びに記載[473][474]。
- 「天と海」から――三島由紀夫君を偲びて（浅野晃、1975年）[475]
- 憂国忌（寺山修司、1971年） - 「第二回追悼の夕べ」（第1回憂国忌）に寄せた詩[474]。

- ハラキリ（伊藤比呂美、1986年）[476]
  - 詩集『テリトリー論1』に収録[476]
- 正午だった（藤井厳喜、2007年） - 没後37周年（第38回）憂国忌で朗読[477][478]。

### パフォーマンス・アート
- 烈火の季節／なにものかへのレクイエム・その壱 ミシマ（森村泰昌、2006年） - 扮装パフォーマンス[428][479]
- 美の教室、清聴せよ（森村泰昌、2007年） - 同上。

### 楽曲
- 憂国（伊藤久男、1971年）[480]
  - 作詞：児玉誉士夫　作曲：古賀政男[480]
- 緋扇の舞（伊藤久男、1971年） - 「憂国」のB面。森田必勝への追悼歌[480]
  - 作詞：野村春畝　作曲：古賀政男[480]
- カレーライス（遠藤賢司、1971年）[476]